# Івано-Франківськ (аеропорт)
Міжнародний аеропорт «Івано-Франківськ» (IATA: IFO, ICAO: UKLI) — аеропорт, розташований за 4,4 км від центру Івано-Франківська, має статус міжнародного з 1992 року. Максимальна пропускна спроможність аеропорту — 150 пас. на приліт та 150 пас. на виліт за годину.
16 липня 2020 року аеропорт відновив свою роботу.
Під час російського вторгнення в Україну аеропорт Івано-Франківська тричі обстрілювали ракетами. Перший удар був нанесений росіянами вранці 24 лютого 2022 року з метою знищення споруд ППО. Другий обстріл відбувся 11 березня, третій — 13 березня. Ціллю другого та третього обстрілів була злітно-посадкова смуга, здатна обслуговувати військові та транспортні літаки. Внаслідок обстрілів інфраструктура аеропорту була повністю знищена.

## Загальна характеристика
Аеропорт складається з одного пасажирського терміналу (аеровокзал), аеродрому, більше трьох десятків ангарів для винищувачів МіГ-29, диспетчерської вежі, паливної бази та інших структур. Аеродром має дві злітно-посадкові смуги довжиною 2507×44 м і 1928 м, друга смуга зараз використовується як стоянка для 114 бригади тактичної авіації Військово-Повітряних Сил України.
Строк дії сертифіката ― до 15.10.2019 р.
Міжнародний аеропорт «Івано-Франківськ» належить до аеропортів класу «B», індекс 6 (код 4C) з обмеженнями. PCN Злітно-посадкова смуга ― 25/R/А/Х/T. Здійснює функції запасного аеродрому для Львова та Чернівців. Аеропорт обладнаний для прийому і обслуговування літаків за першою категорією ІКАО. Аеропорт здатний приймати середньомагістральні літаки A320 і Boeing-737, а також McDonnell Douglas DC-9, MD 82, Ту-154, Іл-76, Як-40, Як-42, Ту-134, Ан-24, Ан-12 а також вертольоти і гвинтокрили всіх типів.

## Історія
- Раніше на місці аеропорту розташовувалося Станиславівське летовище — школа пілотів, а за часів Радянського Союзу тут функціонував військовий аеродром.
- 1959 — У травні здійснено перший пасажирський політ екіпажу літака Іл-12 за маршрутом Станіслав — Москва. За рік було перевезено цивільною авіацією 2655 пасажирів;

Термінал спроєктовано фахівцями Івано-Франківської філії підприємства Діпромісто. Архітектором прив'язки стала Тамара Млинко. Першу версію аеровокзалу було збудовано у 1962 р.. Для пасажирів були облаштовані зали очікування, кімнати для відпочинку та кафе. Під час відкриття була присутня інженерка Укрголовмісцевпрому (Укрголовпобут) Білик (ініціали невідомі, в сюжеті показана, сидячи за столом). Також мав місце виступ поета Полікарпа Шабатина, що очікував посадки на літак до Ужгорода. Термінал був розрахований обслужити до 300 пасажирів на добу і перевезення до 10 тонн вантажу.

Архівні світлини ДІПРОМІСТО

- 1975 — Івано-Франківський аеропорт надав послуги 210 000 пасажирам;
- 1983 ― здано в експлуатацію поточний аеровокзал у «псевдогуцульському стилі»[8];
- 1981—1982 ― здано в експлуатацію сучасну споруду аеровокзалу. За інформацією Тамари Медведик, яка займалася проктними роботами та оплатою, проєктував Київський інститут «Аеропроєкт», ГАПом був Маримуха. Будувало споруду СУ-53 Минмонтажспецстрой.
- 1990 25 грудня — введена в дію штучна злітно-посадкова смуга аеропорту, що дало можливість приймати літаки першого класу.
- 1992 — Івано-Франківському аеропорту надано статус міжнародного.
- 22 травня 1993 року — в Івано-Франківському аеропорту вперше приземлився пасажирський літак «Боїнг-737», відкрито першу міжнародну авіалінію Івано-Франківськ ― Манчестер (Велика Британія).
- 2010 1 червня ― підписання договору про концесію з ТзОВ «Скорзонера» та Івано-Франківською ОДА терміном на 30 років.
- Початок 2010-х рр. На замовлення концесіонера ІФ філія Діпромісто виконало проєкт з приводу реконструкції приміщень терміналу (опалення, встановлення крісел тощо).
- 2015. В жовтні Дніпроавіа відкрило новий рейс на Відень.[9]
- 30 березня 2016 року. Новий рейс до Стамбулу.
- 24/26 червня 2016 МАУ відкрила сезонні рейси в Іспанію (Аліканте і Валенсія).

### Інциденти

#### Спроба викрадення літака
- 21 січня 1989 року — спроба викрасти літак Ан-24 із 48 пасажирами на борту. Повітряний терорист вимагав змінити курс на Швецію[10].

Однак, як пізніше виявилося, терорист, 32-річний мешканець міста Копейська Челябінської області Сергій Максимович Земсков, був психічно хворим і психіатрична експертиза визнала його неосудним.

#### Відмова в обслуговуванні
Після запровадження турецькою авіакомпанією Turkish Airlines 30.03.16 р. регулярних рейсів до Стамбула (літаками Airbus А319 з максимальною злітною вагою понад 50 тон) комісія аеродрому видала акт обстеження злітної змуги, у якому констатувала тріщини та лущення бетону покриття. Згідно даного акта, операції злету та посадки для повітряних суден з максимальною злітною вагою понад 50 тон заборонені в зв'язку з необхідністю проведення ремонтних робіт. В зв'язку з даним актом рейси турецького перевізника були зупинені спочатку до 01.06.16, а потім і на невизначений термін. Пізніше турецький перевізник заявив про можливість відновлення рейсів засобом легших Embraer-195 або Embraer-145, які використовуються українськими компаніями Дніпроавіа та МАУ і чиї характеристики не підпадають під дію згаданого акта. Однак сполучення не відновлене до сьогоднішнього дня.
15 серпня 2016 р. Державіаслужба повідомила про виявлення порушень умов рівного обслуговування авіакомпаній у аеропорту після проведеної неї перевірки і подальше звернення до АМКУ з приводу порушення антимонопольного законодавства експлуатантом аеропорту.
Директор аеропорту Петро Осипенко стверджує, що обмеження по максимальній посадковій масі на посадку встановили військові:

«Турків ніхто не виганяв, — пояснює Петро Осипенко. — Ми орендуємо злітно-посадкову смугу у військової частини, до речі, платимо 50-60 тис. грн щомісяця. „Турецькі авіалінії“ літали до нас на великих аеробусах А319, які мають вагу до 70 тонн. За кілька тижнів польотів доріжка почала просідати і тріскати. Військова частина зменшила нам посадкову вагу до 50 тонн. Ми про це повідомили турків. Їм стало економічно не вигідно літати меншими літаками і вони пішли. Це було їхнє рішення. МАУ теж довелося літати меншими літаками».

## Авіакомпанії та напрямки
В аеропорт літали «Аеросвіт» та «ДніпроАвіа», зараз ― «Міжнародні авіалінії України», «Роза Вітрів», до заборони рейсів з Росії ― також «UTair».
З 30.03.16 запроваджено щоденний рейс зі Стамбула (Туреччина) авіакомпанії «Турецькі авіалінії», однак невдовзі скасовано через стан злітно-посадкової смуги і відмову аеродрому приймати типи повітряні судна, максимальна злітна маса яких перевищує 50 тон.
Про намір почати польоти в аеропорт Івано-Франківську розповіли в найбільшому лоукостері Європи Ryanair. Завдяки угоді «Відкрите небо» з ЄС авіакомпанія зможе літати з Івано-франківську без обмежень. Але у Ryanair є вимога — реконструкція злітно-посадкової смуги. В разі реконструкції в аеропорт почнуть польоти 5 популярних авіакомпаній: SkyUp Airlines, Ryanair, Turkish Airlines, Wizz Air, LOT.
| Авіакомпанія                   | Пункт призначення     |
| ------------------------------ | --------------------- |
| Ukraine International Airlines | Київ-Бориспіль, Одеса |
| Windrose Airlines              | Київ-Бориспіль        |

## Інфраструктура аеродрому

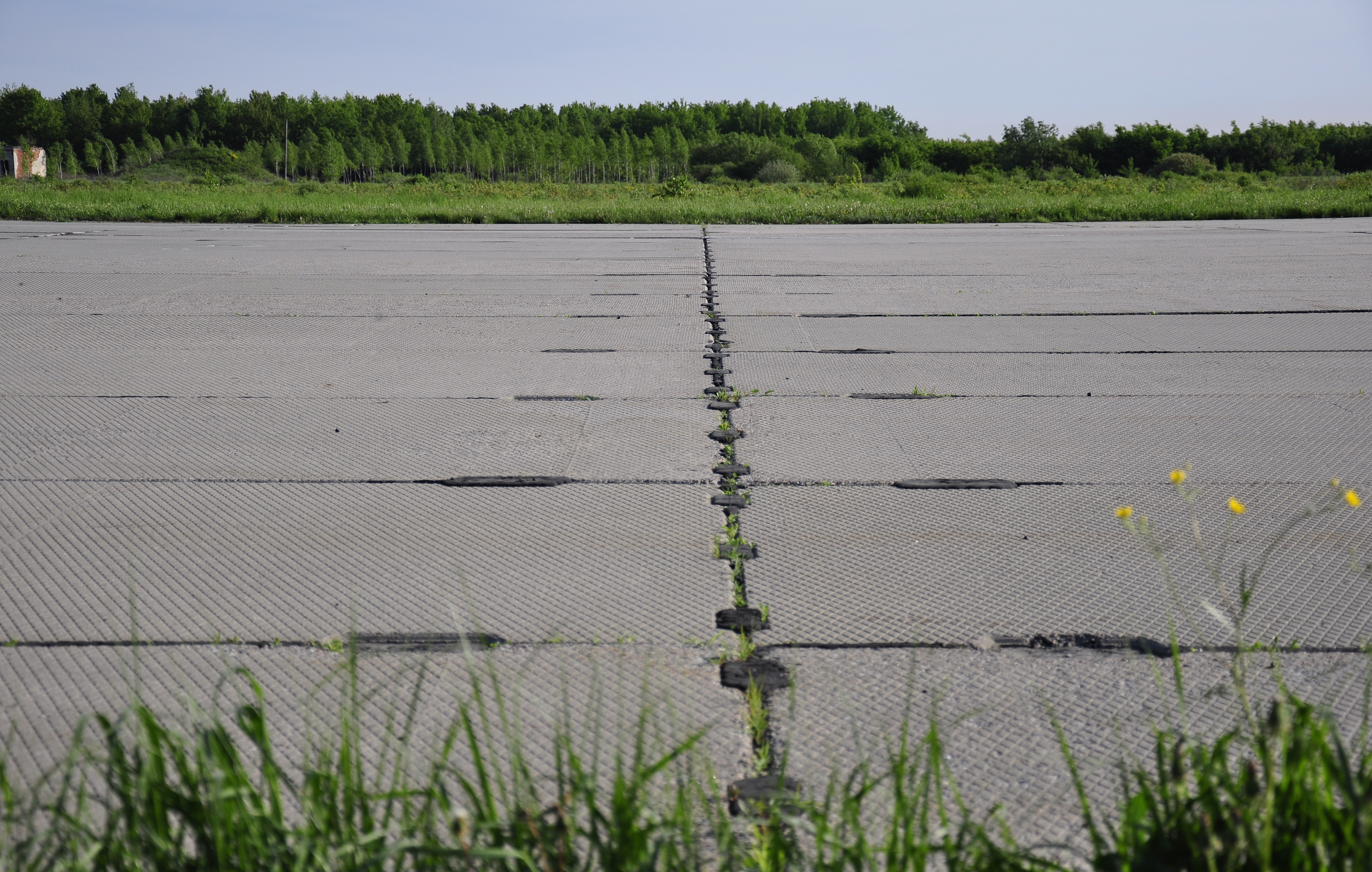
Бетонне покриття ЗПС Івано-Франківського аеропорту

За 2009 рік Міжнародний аеропорт Івано-Франківськ обслужив загалом 96,0 тис. пасажирів. «ДніпроАвіа» — найбільший перевізник в аеропорту Івано-Франківська.
Загальна площа виробничих приміщень аеропорту становить 15206 м². Площа приміщень аеропорту — 16587,4 м², площа земельної ділянки — 19,6685 га.
Оціночна вартість станом на 2006 р.— 36 715 тис. грн.
На злітно-посадковій смузі встановлена світлосигнальна система типу ССО ВМІ типу «Свеча-3» з магнітним курсом посадки 98°/278°, а також система візуальної індикації PAPI-L з кутом глісади 3,0°.
Рівень необхідного пожежного захисту ― категорія 7.
На аеродромі встановлена система інструментальної посадки ILS Cat I, також є радіопередавачі для посадок в режимі VOR та NDB.

## Кількість пасажирів
Див. джерело запитів Вікіданих та джерела.
| Рік  | Пасажиропотік | %         | Загальний пасажиропотік по країні | %        | Частка Івано-Франківська |
| ---- | ------------- | --------- | --------------------------------- | -------- | ------------------------ |
| 2009 | 96300         |           |                                   |          |                          |
| 2010 | 30520         | ▼ 215 %   |                                   |          |                          |
| 2011 | 116000        | ▲ 280 %   |                                   |          |                          |
| 2012 | 31700         | ▼ 265 %   |                                   |          |                          |
| 2013 | 24900         | ▼ 27,3 %  |                                   |          |                          |
| 2014 | 25200         | ▲ 1.2 %   |                                   |          |                          |
| 2015 | 3261          | ▼ 672 %   |                                   |          |                          |
| 2016 | 98100         | ▲ 3008 %  |                                   |          |                          |
| 2017 | 110600        | ▲ 12,74 % |                                   |          |                          |
| 2018 | 112607        | ▲ 1,8 %   |                                   |          |                          |
| 2019 | 104600        | ▼ 7,11 %  | 24336600                          | ▲ 18,5 % | 0,47 %                   |

## Форма власності та орендарі

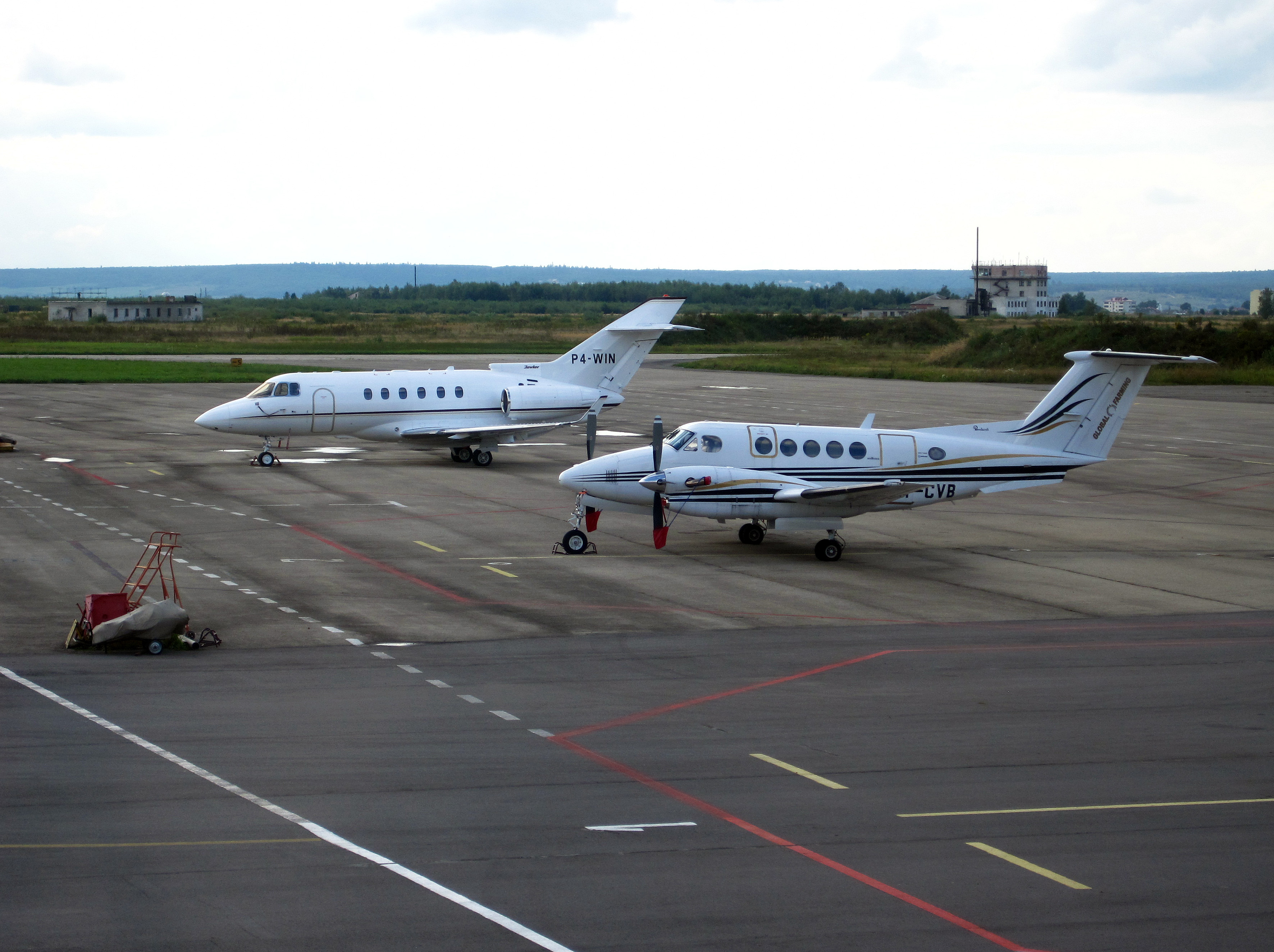
Літаки на стоянці аеропорту

У 2002 році аеропорт був переданий у комунальну власність, і його спочатку орендувало ПП «Явсон», а з 2005-го — ВАТ «Нафтохімік Прикарпаття», договір з яким закінчився 2013 року.
У березні 2010 ТзОВ «Скорзонера» виграла право на концесію аеропорту терміном на 30 років у ВАТ «Нафтохімік Прикарпаття».
До 2011 «Скорзонера» планувало в рамках розвитку «Буковеля» збільшити число туристів, які прибували б через летовище до Буковеля — до 10-12 тис. пасажирів на рік. Також «Скорзонера» розраховувала на збільшення пасажиропотоку під час чемпіонату Євро-2012 — Івано-Франківський аеропорт є запасним для Львова.

## Перспективи аеропорту
До Євро-2012 та в рамках регіонального розвитку Івано-Франківської області планувалась реконструкція злітної смуги летовища, яка залишається у державній власності, оскільки є смугою спільного базування цивільної і військової авіації. Планувалось збільшення довжини злітної смуги до 3.700 метрів та встановлення нового покриття для прийому літаків вантажопідйомністю до 600 тонн. Окремо планувалось будівництво вантажного терміналу аеропорту, який стане елементом зведення в Івано-Франківську логістичного центру державного значення.
Також планувалось встановлення сучасного світлосигнального обладнання, щоб аеропорт зміг приймати повітряні судна в будь-який час доби за будь-яких метеорологічних умов. До необхідних покращень можна віднести ремонт перону, придбання нової автомобільної техніки (в тому числі снігоприбиральної) і облаштування додаткових стоянок для літаків.
ТзОВ «Скорзонера» плани по модернізації приміщень аеровокзалу (терміналу) ще не розголошувало, однак станом на 2017 р. розроблено кілька варіантів комп'ютерного макету реконструйованого терміналу, що винесено на розсуд громадськості для вибору найбільш привабливого.

### Плани реконструкції
Згідно з Державною цільовою програмою розвитку аеропортів до 2023 р. [Архівовано 17 лютого 2018 у Wayback Machine.] для Івано-Франківського летовища не передбачено державного фінансування.

Однак Міністерство інфраструктури України опублікувало перелік інвестиційних проєктів [Архівовано 27 лютого 2018 у Wayback Machine.], де серед об'єктів ІІ черги пріоритетності враховано Івано-Франківський аеропорт.
1. Виготовлення проєкту та проведення робіт по реконструкції аеровокзалу та аеродрому (модернізація систем електрозабезпечення, заміна світлосигнального обладнання, ремонт перону, узбіч та руліжних доріжок, заміна периметрової огорожі, будівництво внутрішньої аеродромної дороги, аварійно-рятувальної станції, реконструкція ШЗПС).
2. Придбання спецтехніки та обладнання для обслуговування ПС, інструментальної системи посадки, аеродромного локатора.
Протягом 2018-2020 рр. передбачено залучити фінансування на суму 66,18 млн євро. Серед джерел фінансування ― державний бюджет, місцевий бюджет, інші джерела фінансування (очевидно, концесіонер ТзОВ «Скорзонера»).

## Військове використання

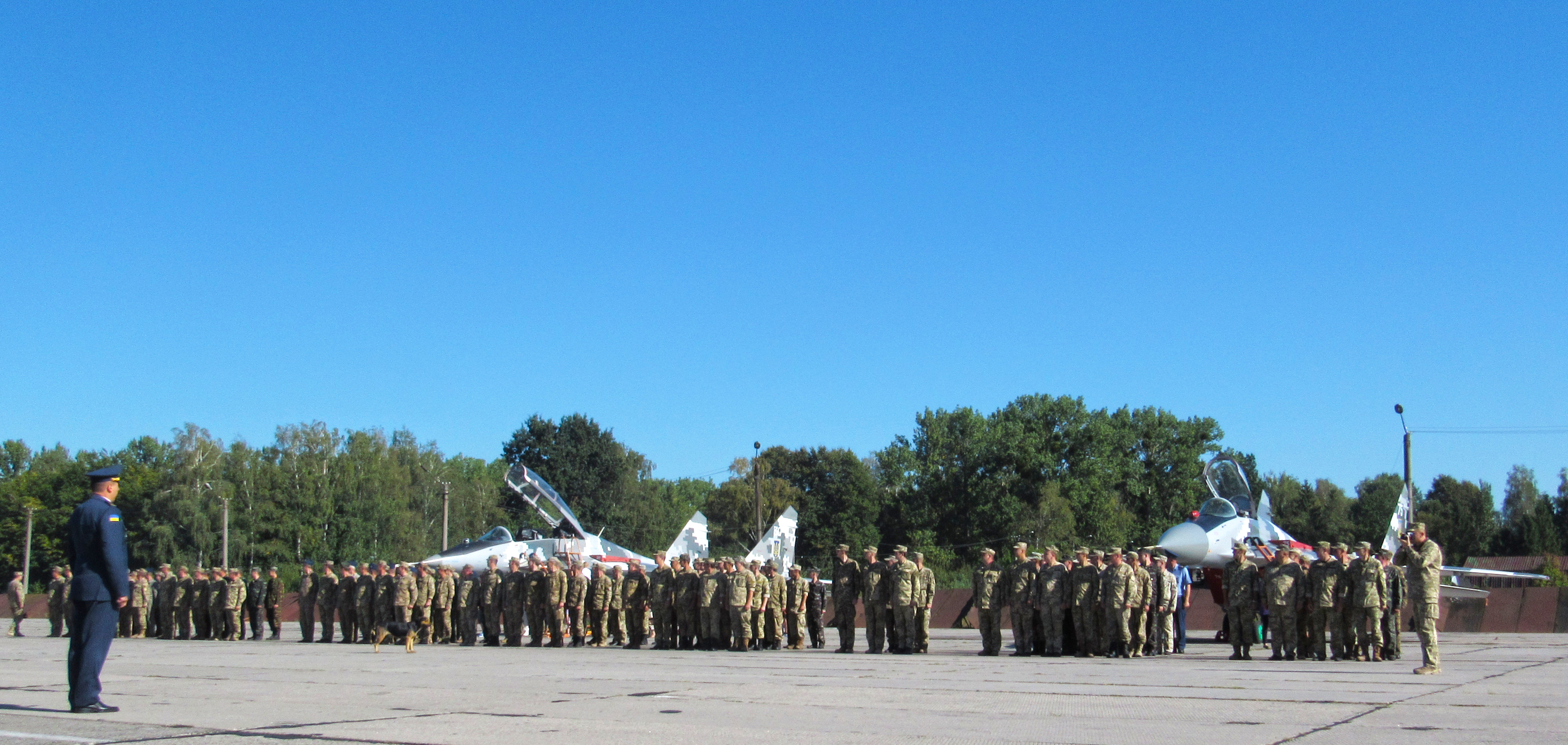
114-та бригада тактичної авіації

ЗСУ обслуговують у Івано-Франківському аеропорті оперативний аеродром — авіаційну базу, що є самостійним багатофункціональним підрозділом повітряних сил країни. Призначенням авіабази є підготовка авіаційних підрозділів і всебічне забезпечення різних типів літаків; підготовка та ведення бойових дій з їх всебічним забезпеченням.
Летовище знаходиться в межах міста Івано-Франківськ, що стримує розростання міста в південному напрямку. В майбутньому, при зростанні кількості жителів міста нове летовище буде побудовано в розташованому неподалік селі Марківці та місті Тисмениця, де зараз зарезервована площа, або Старий Лисець, як планувалось за часів СРСР.

### Загальний вигляд

### Цивільні літаки

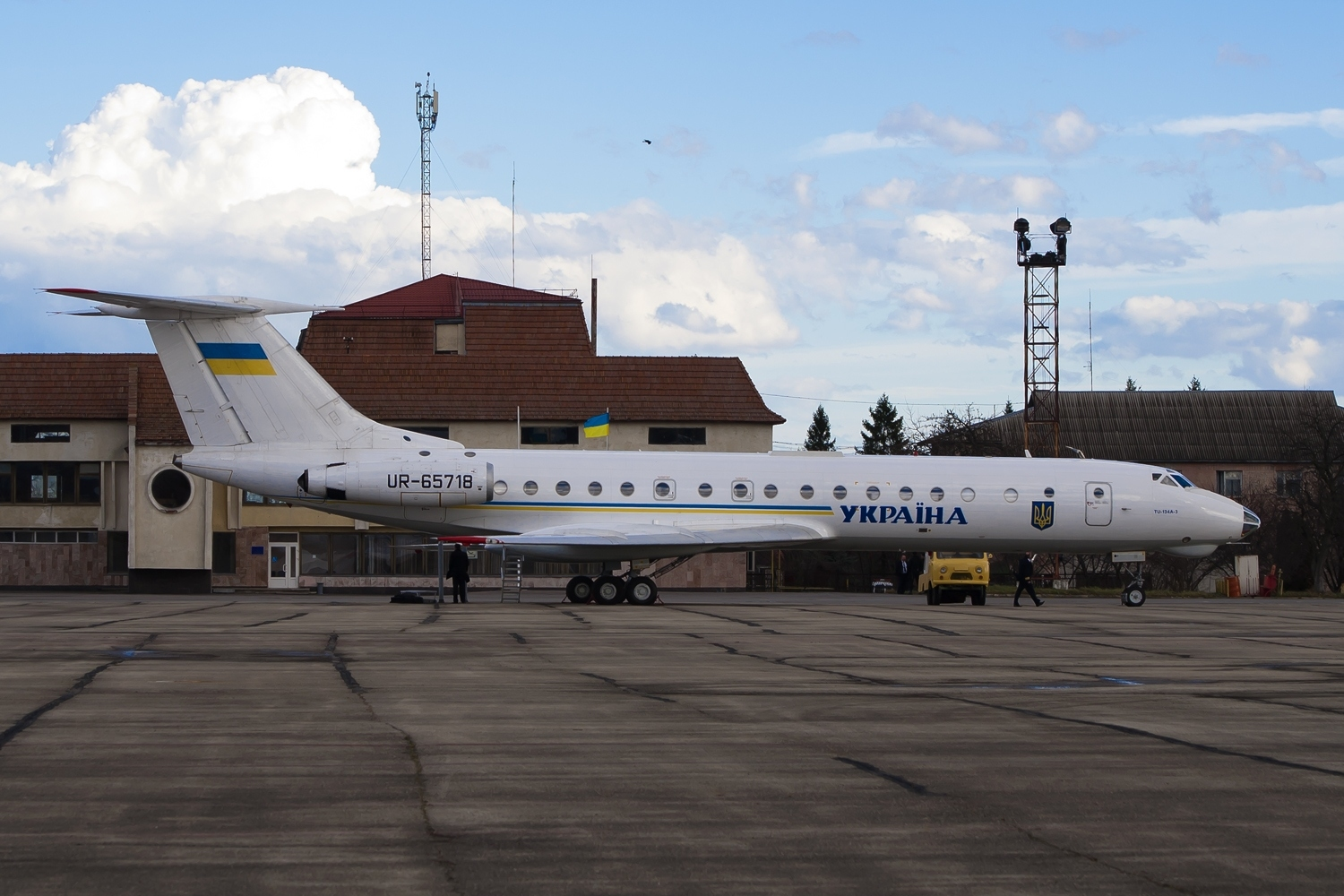
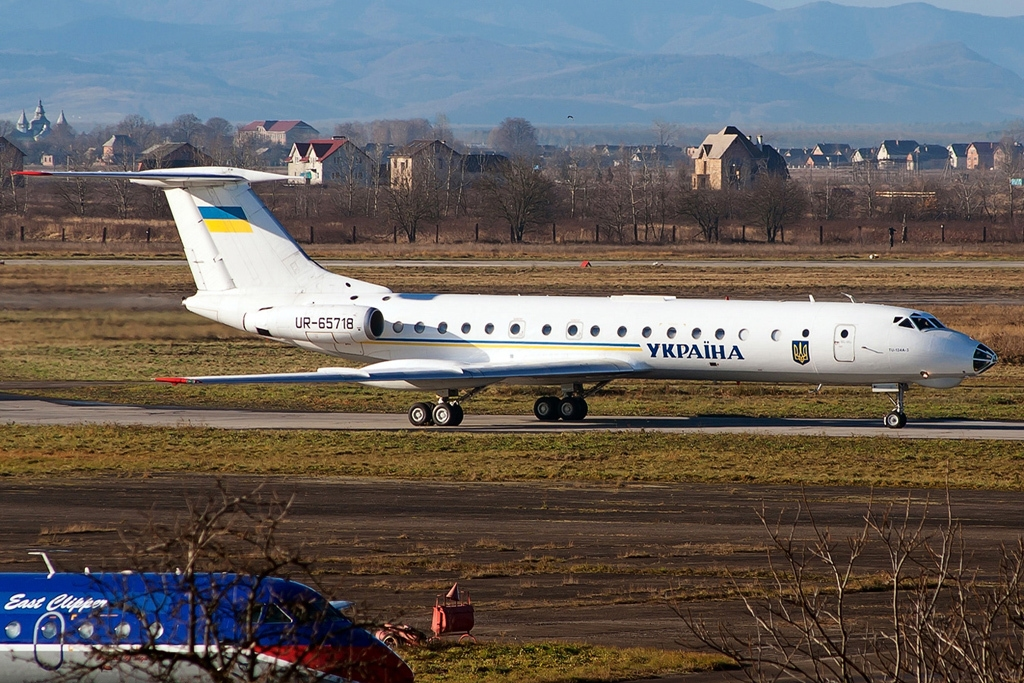
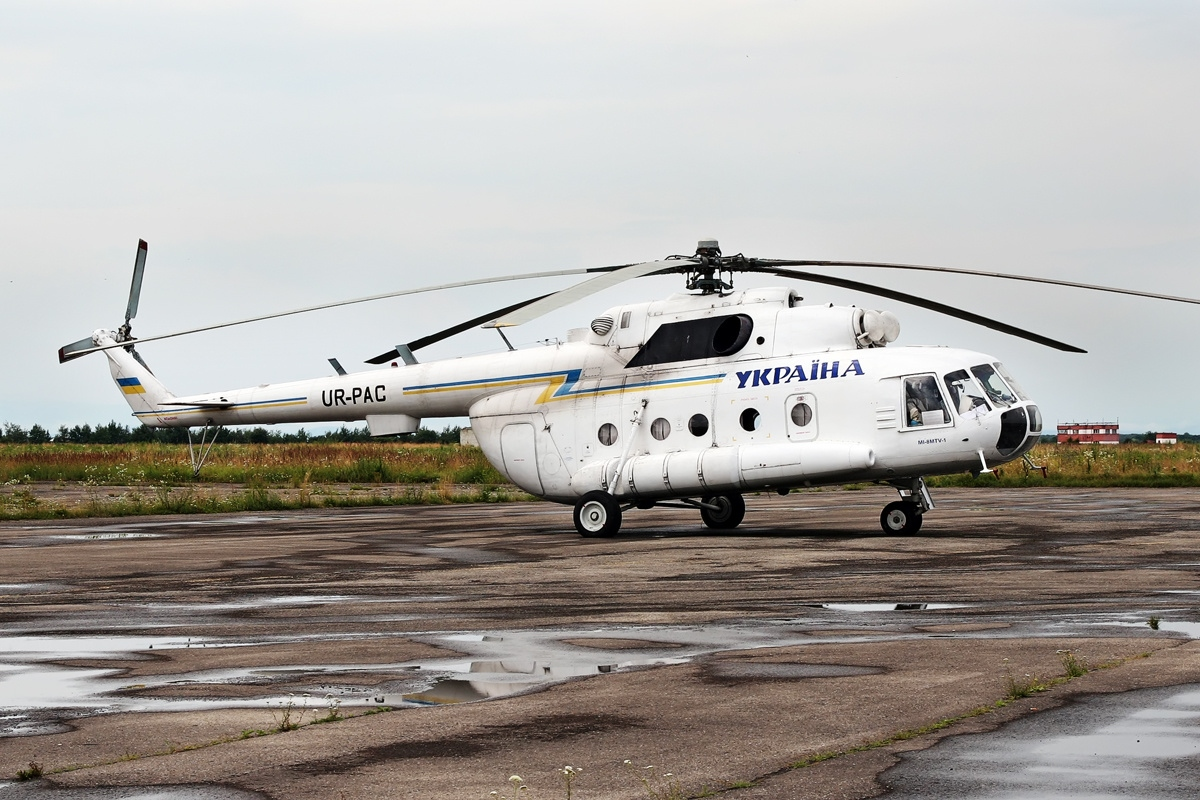
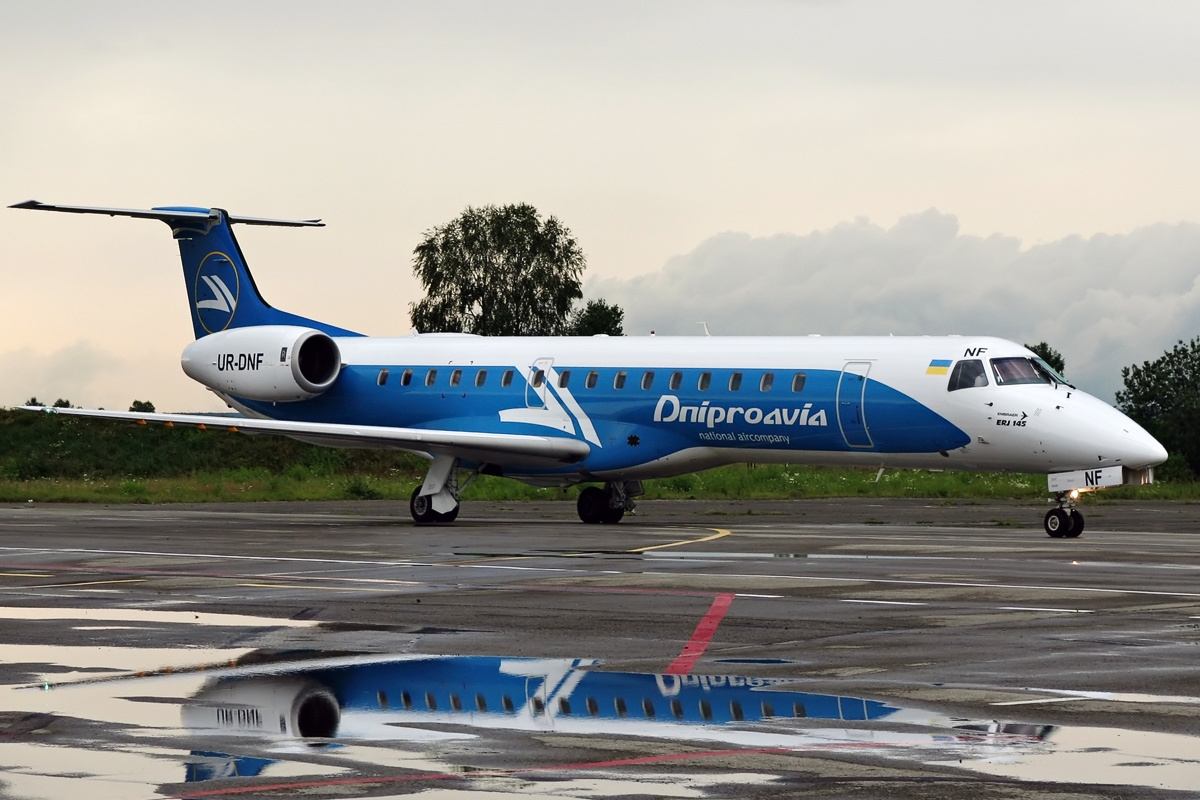
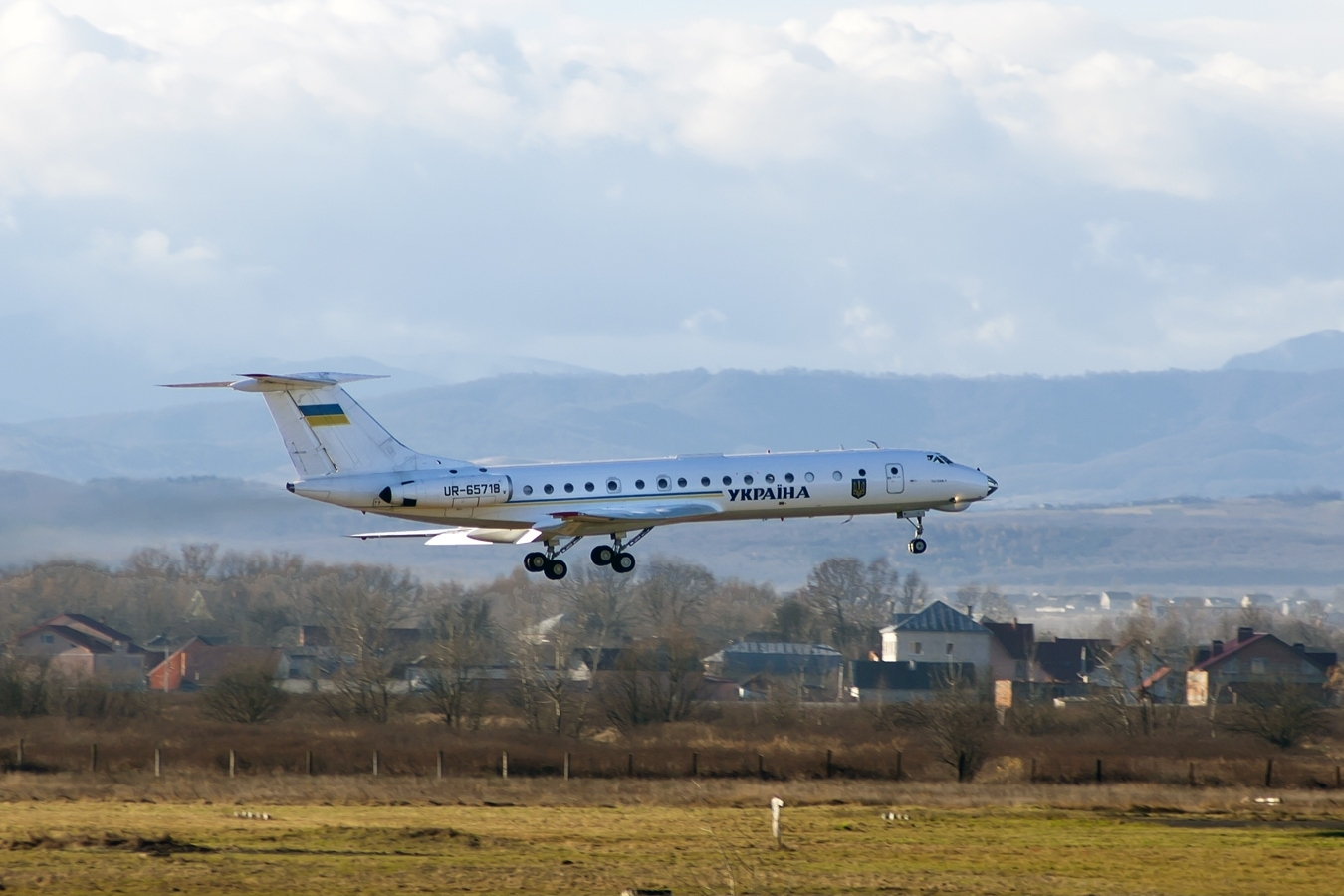
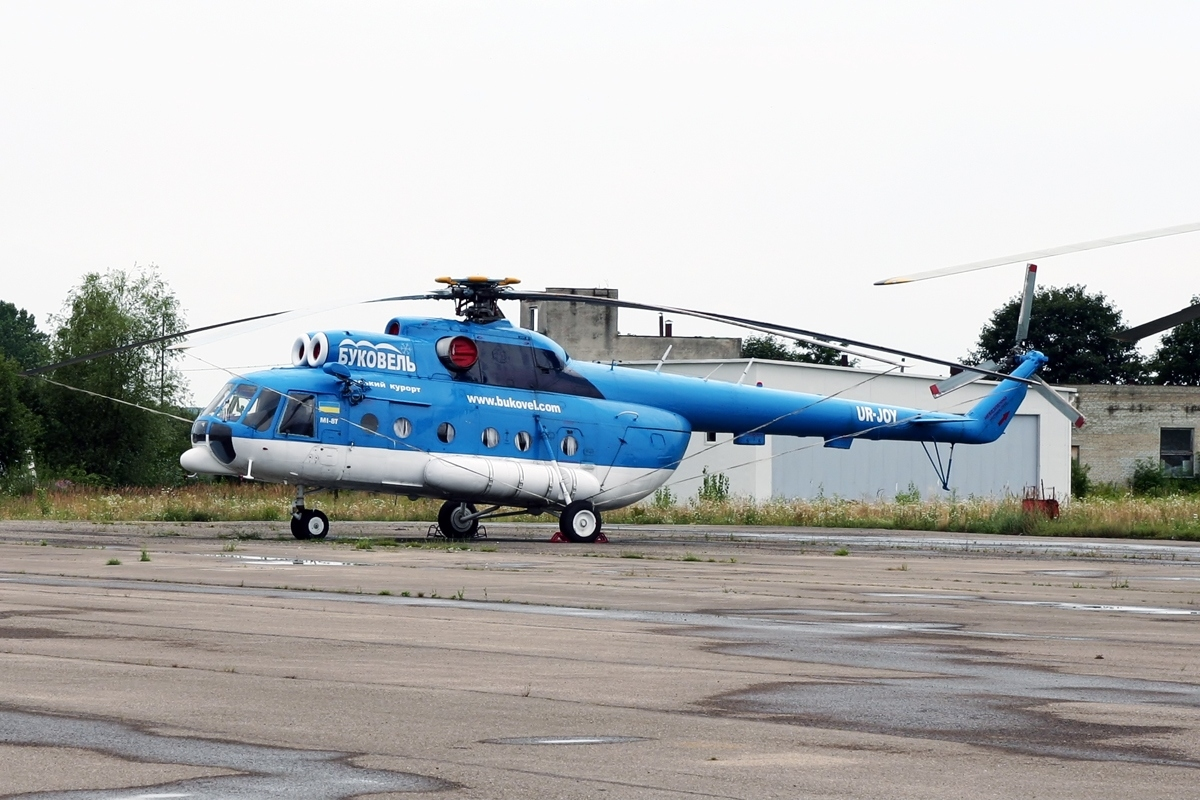
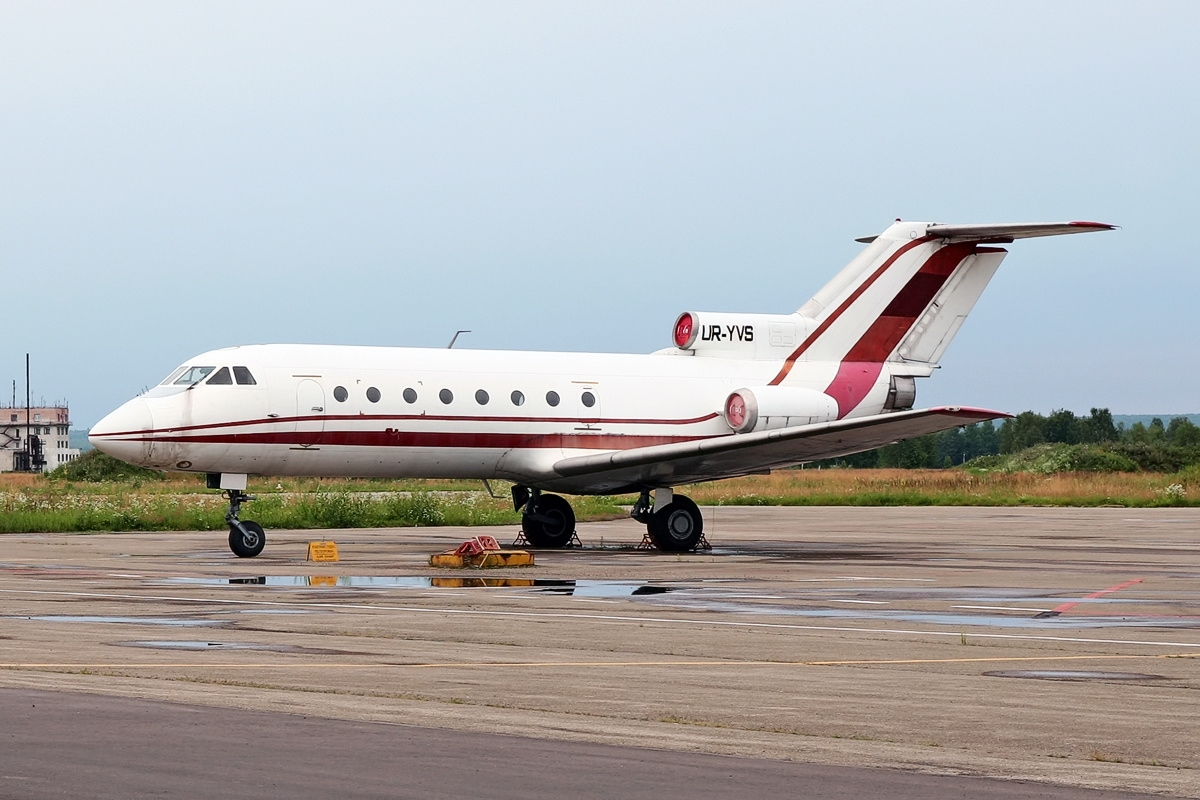
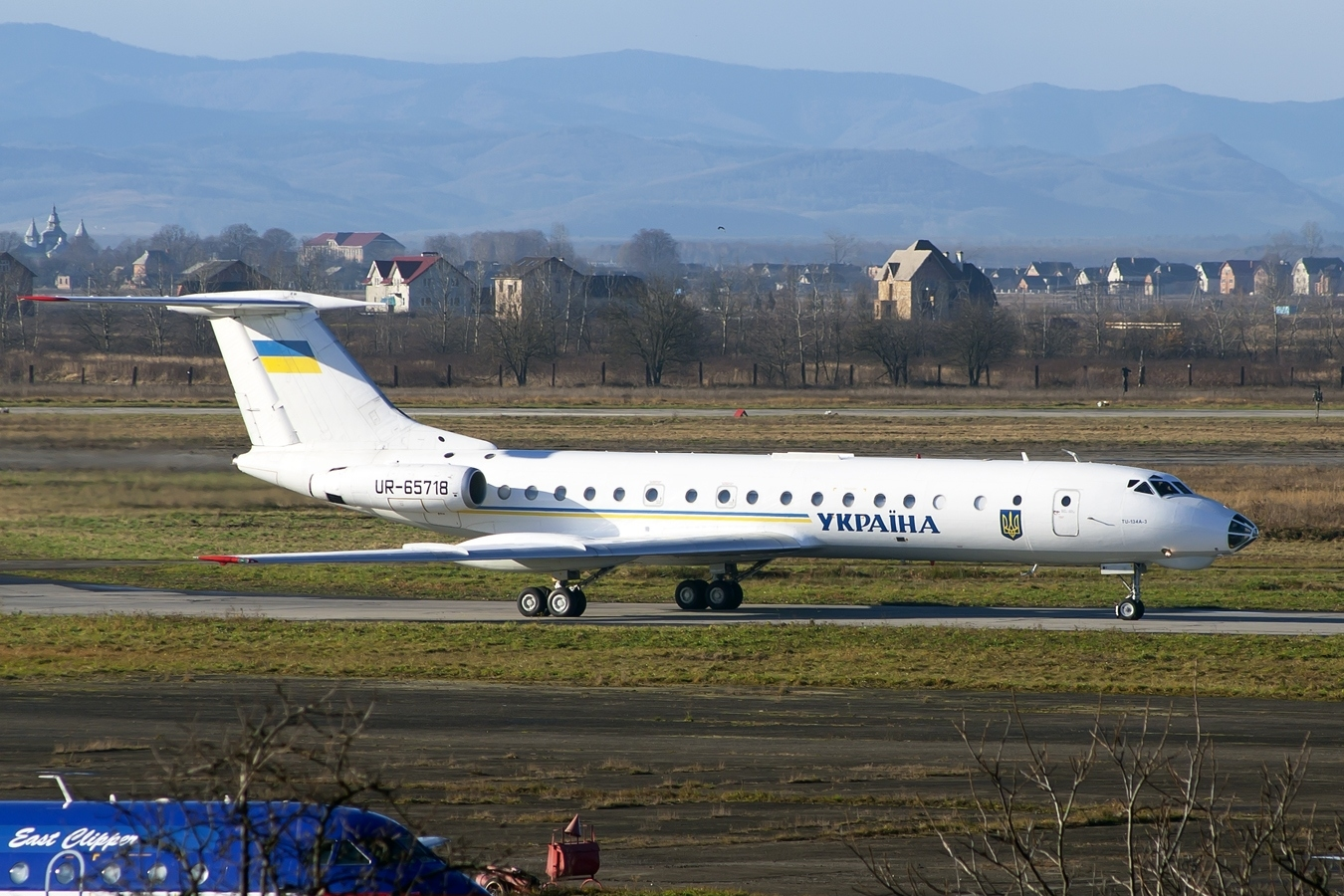
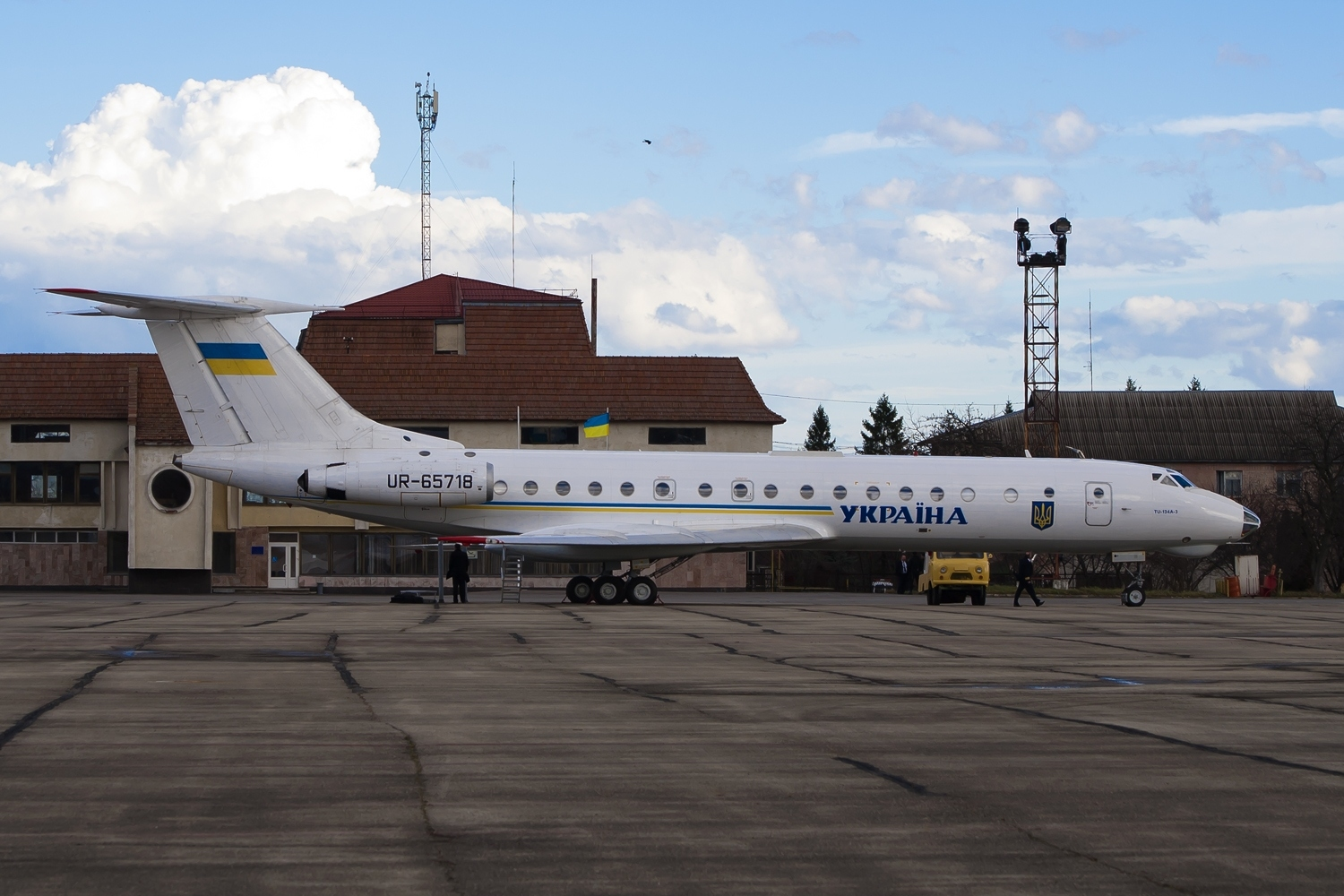
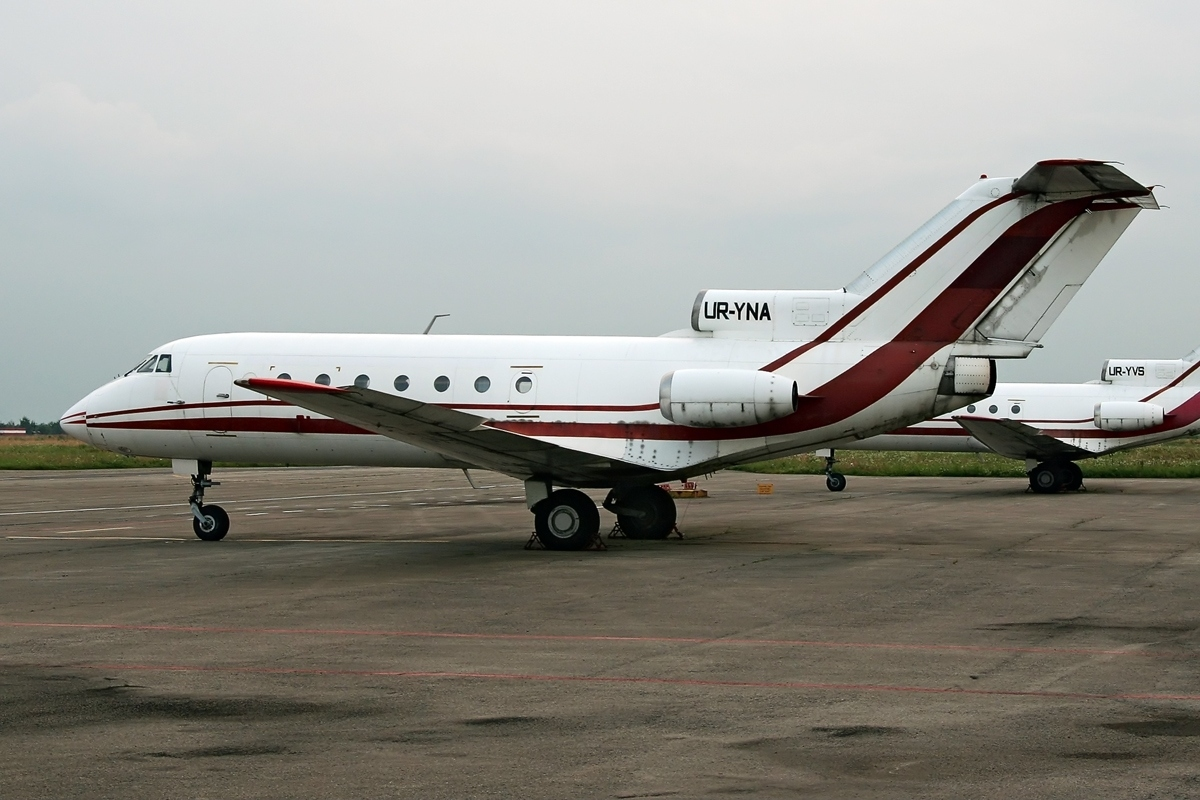

### Військові літаки

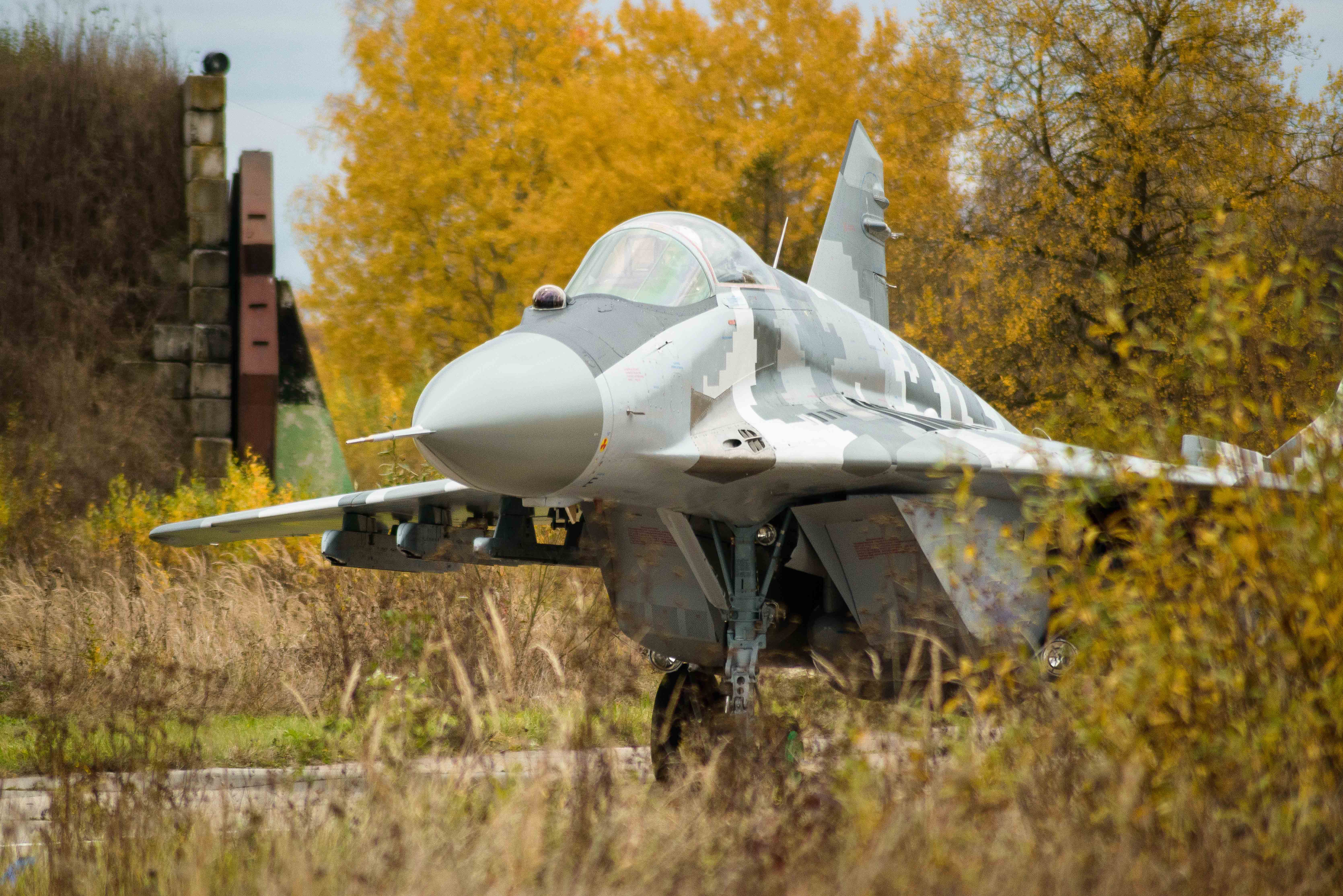
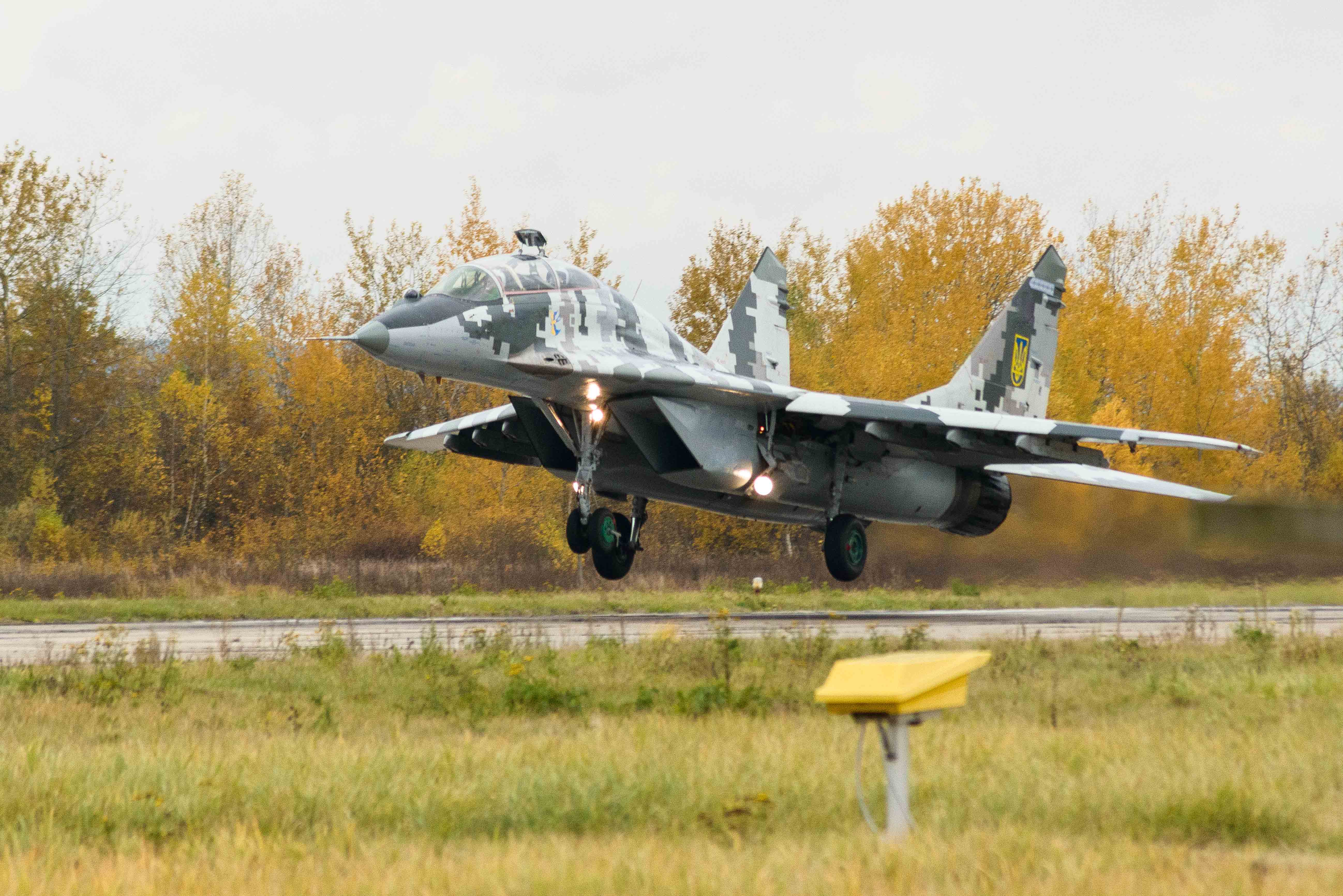
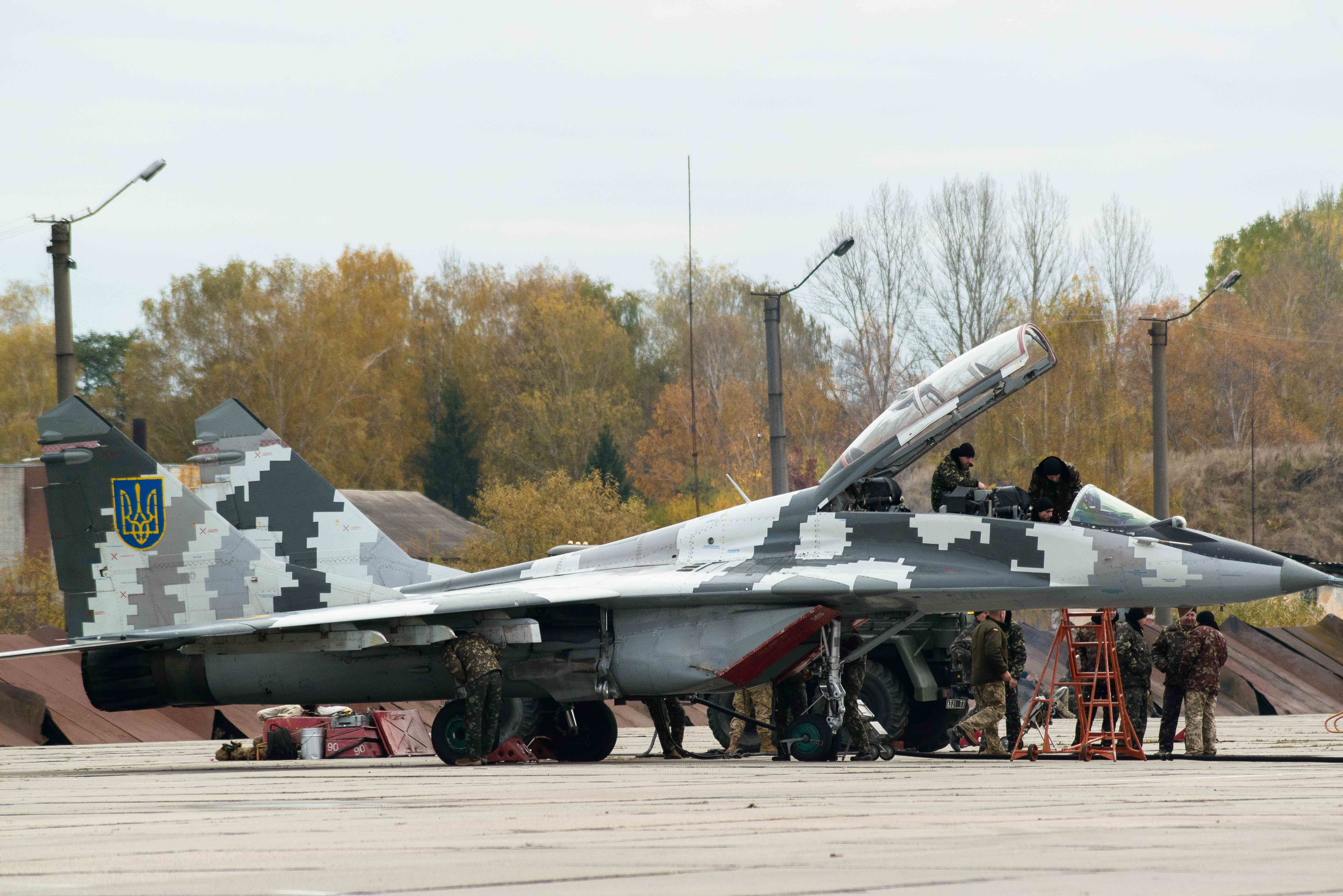
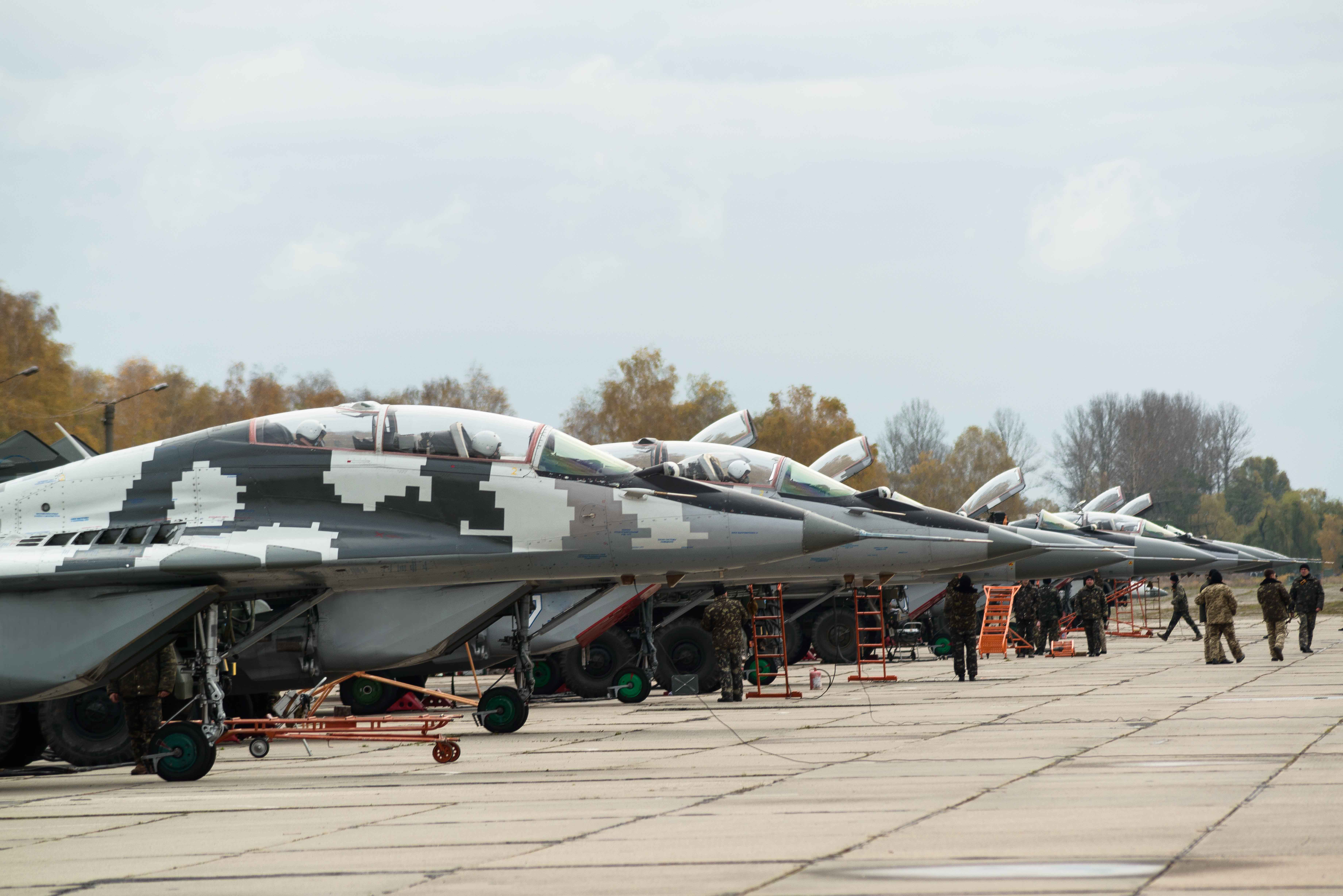
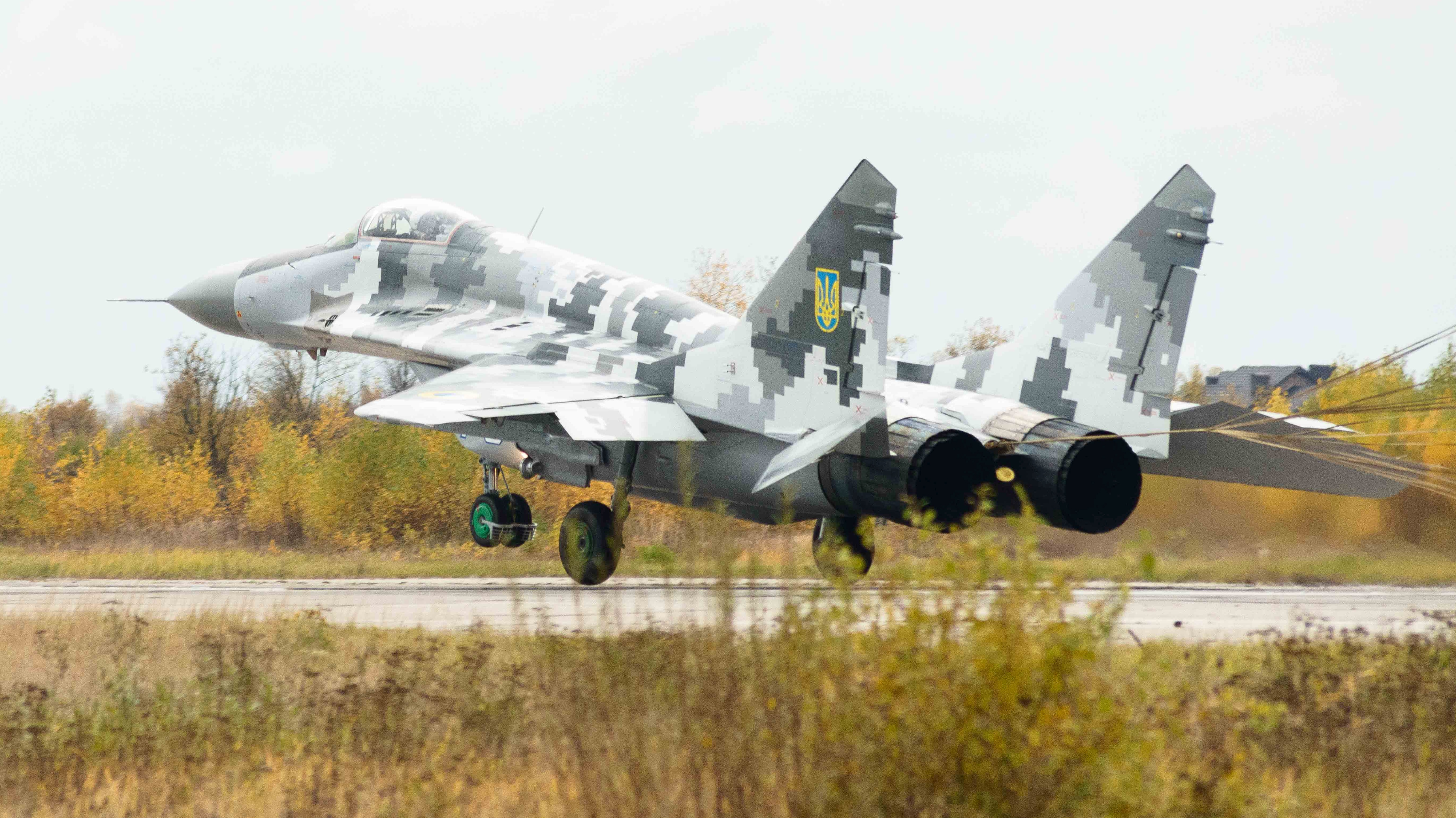
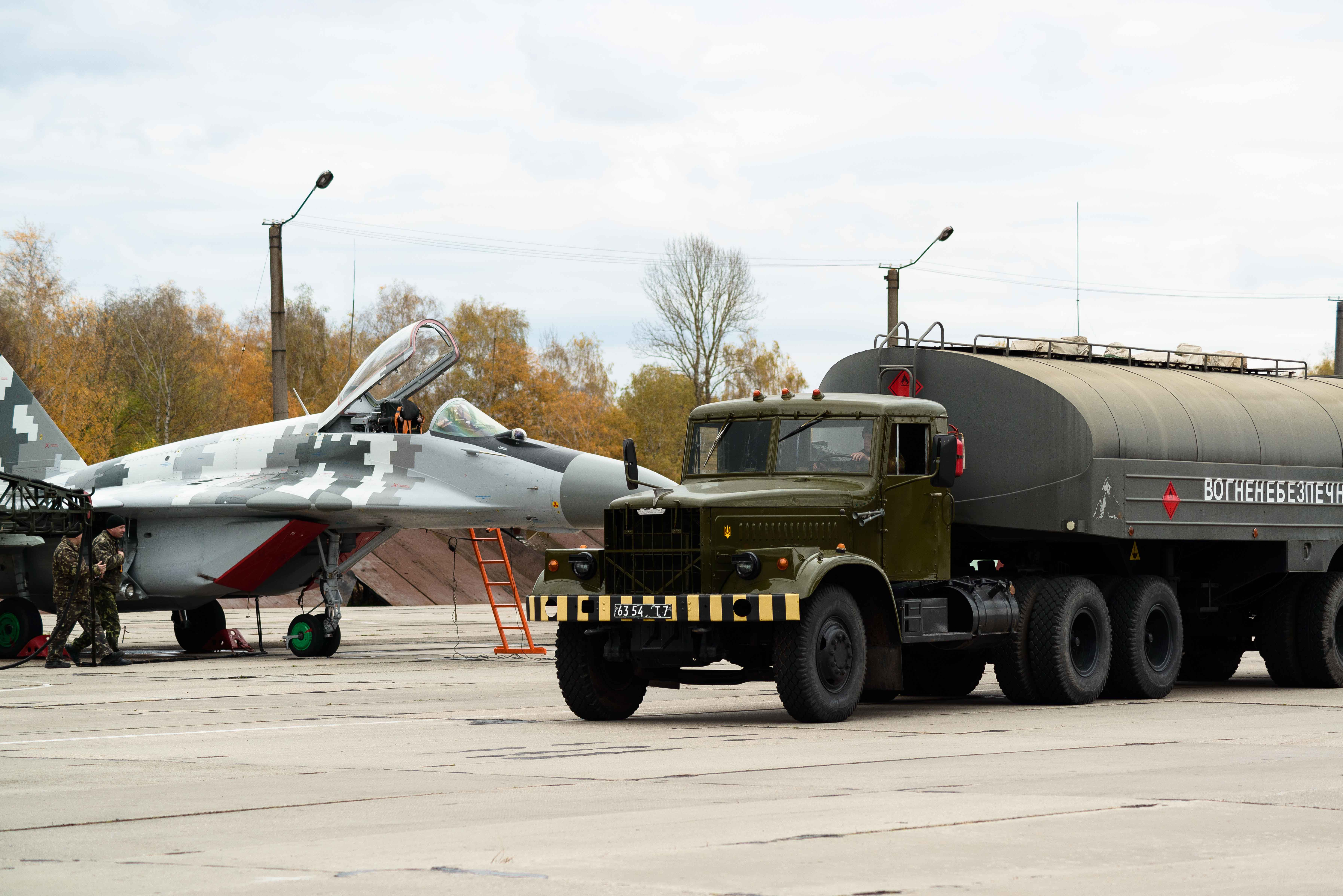
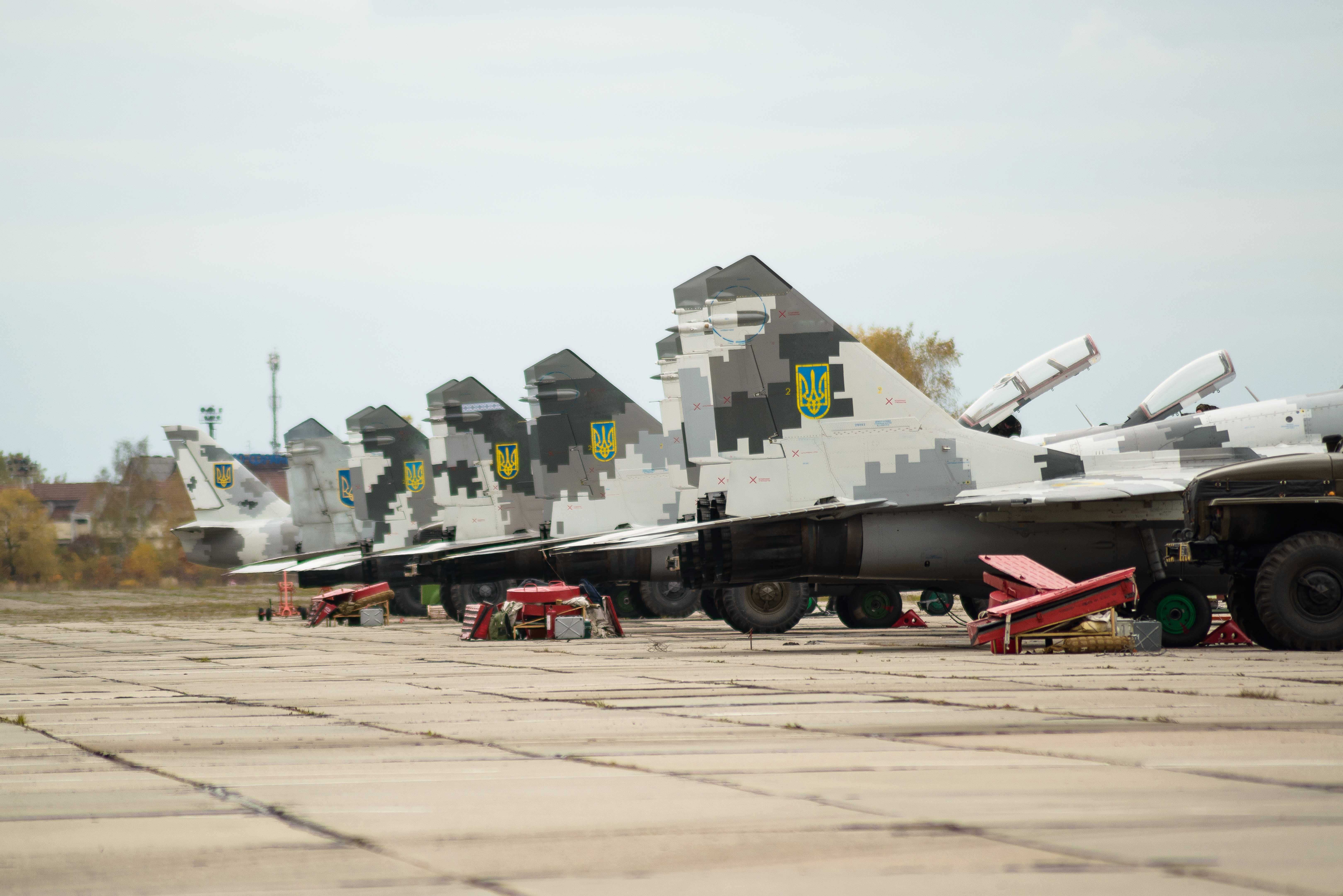
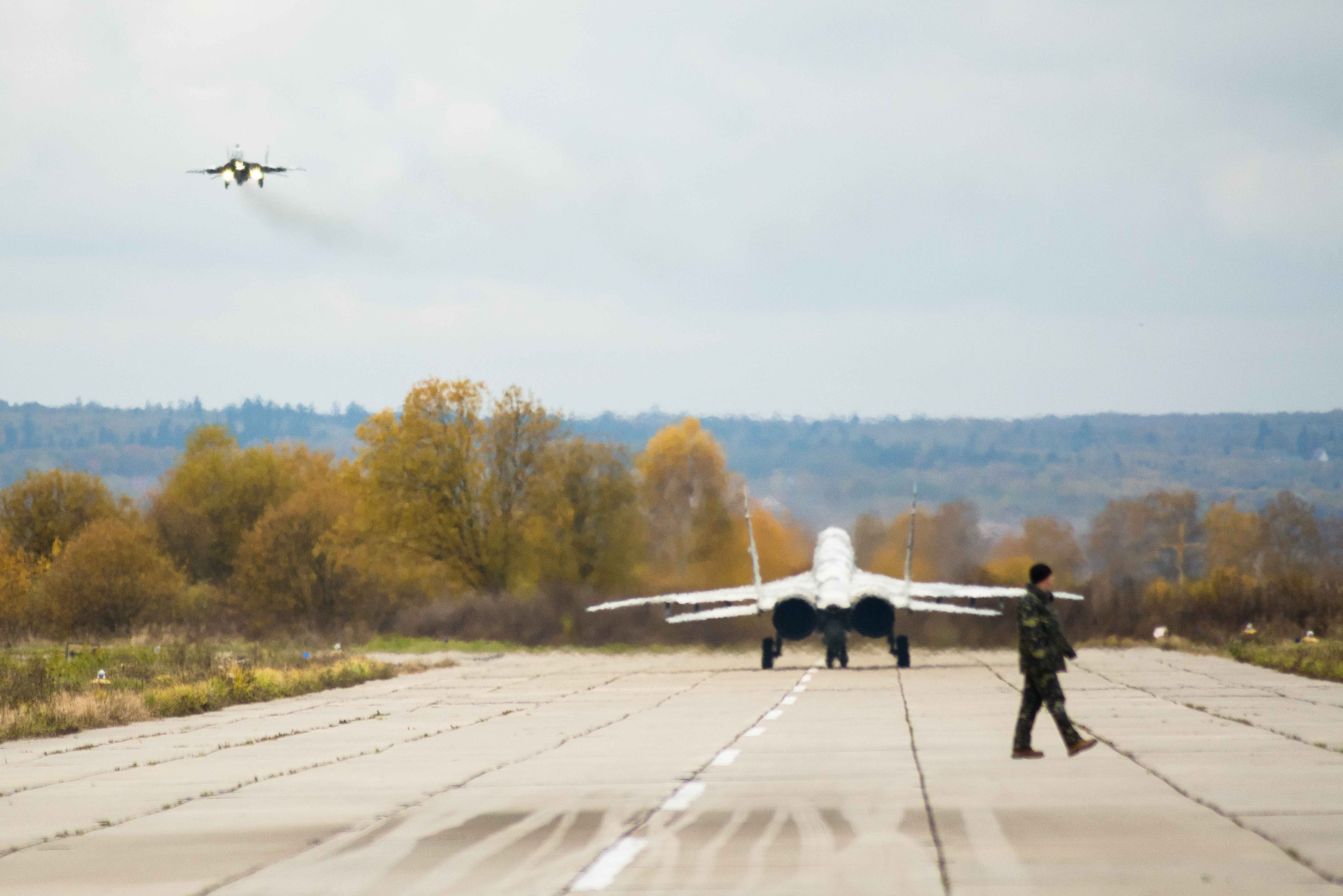
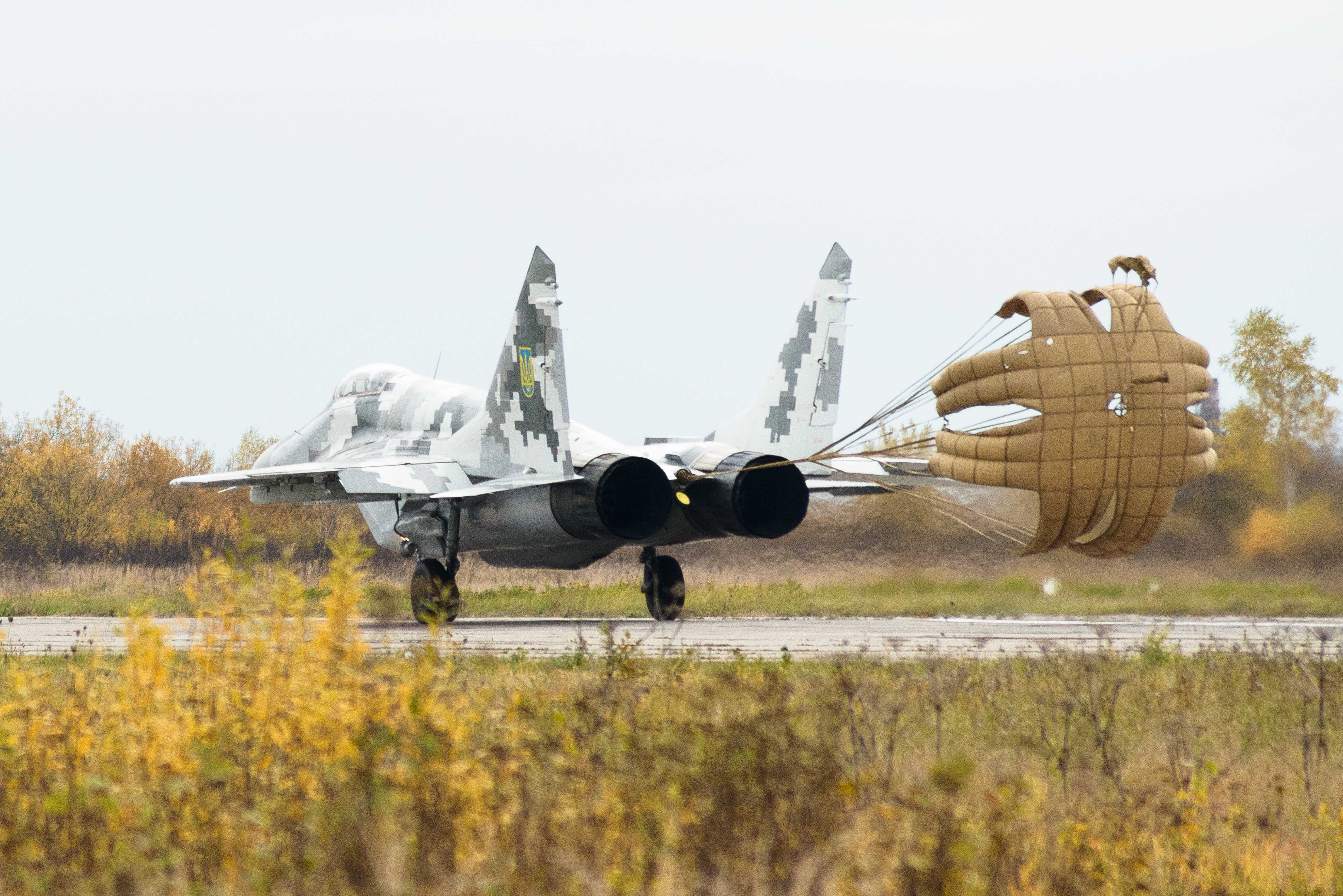
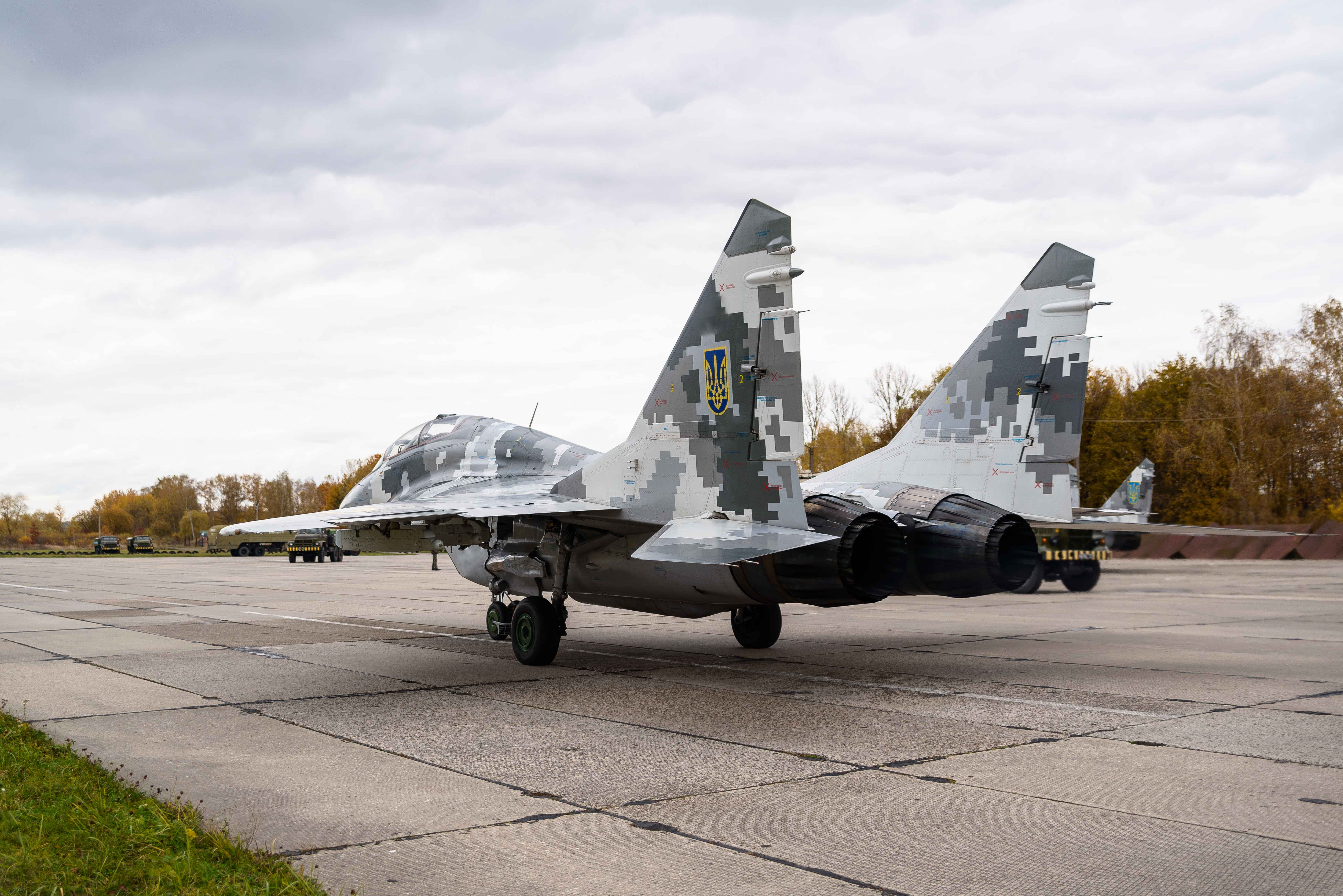
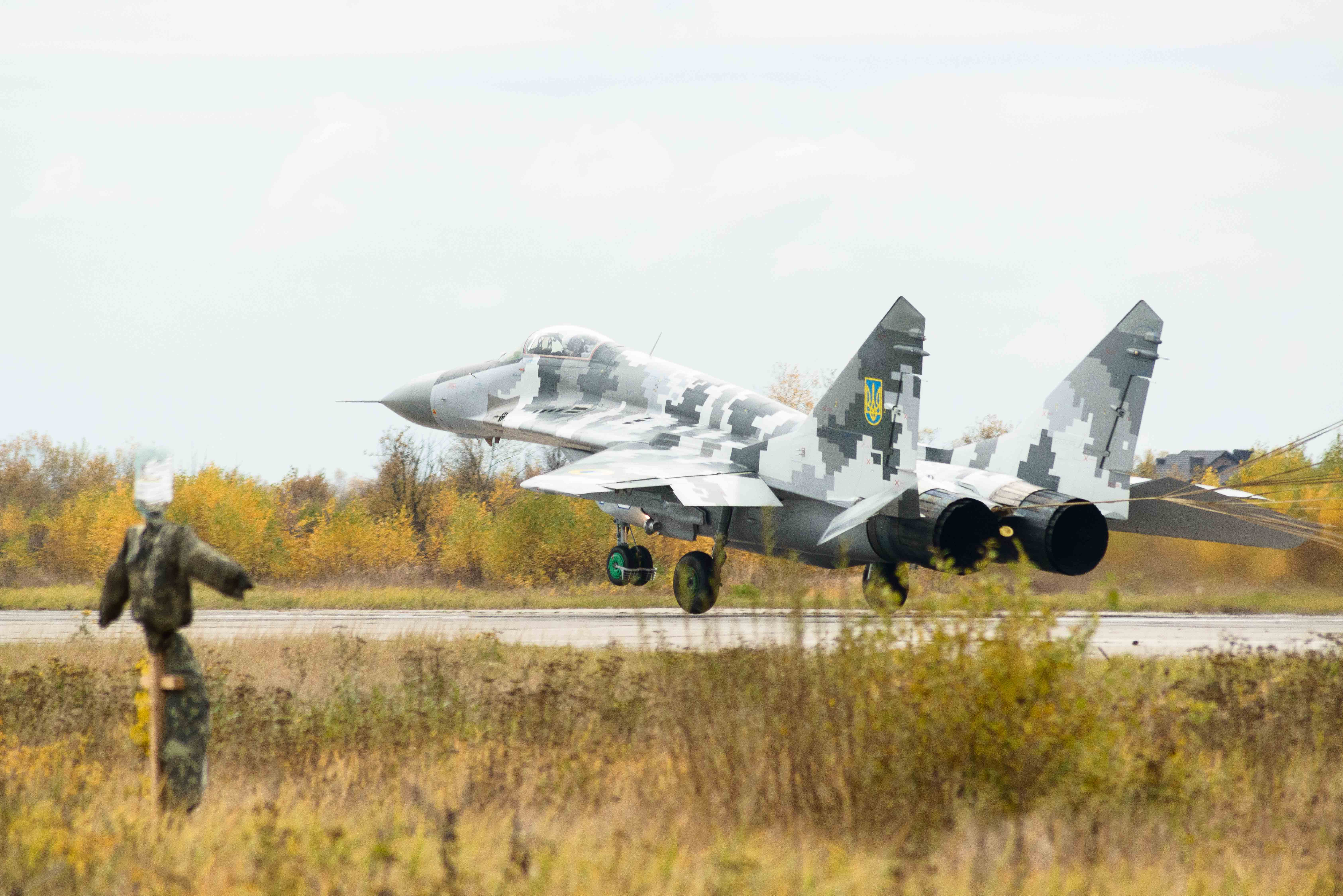
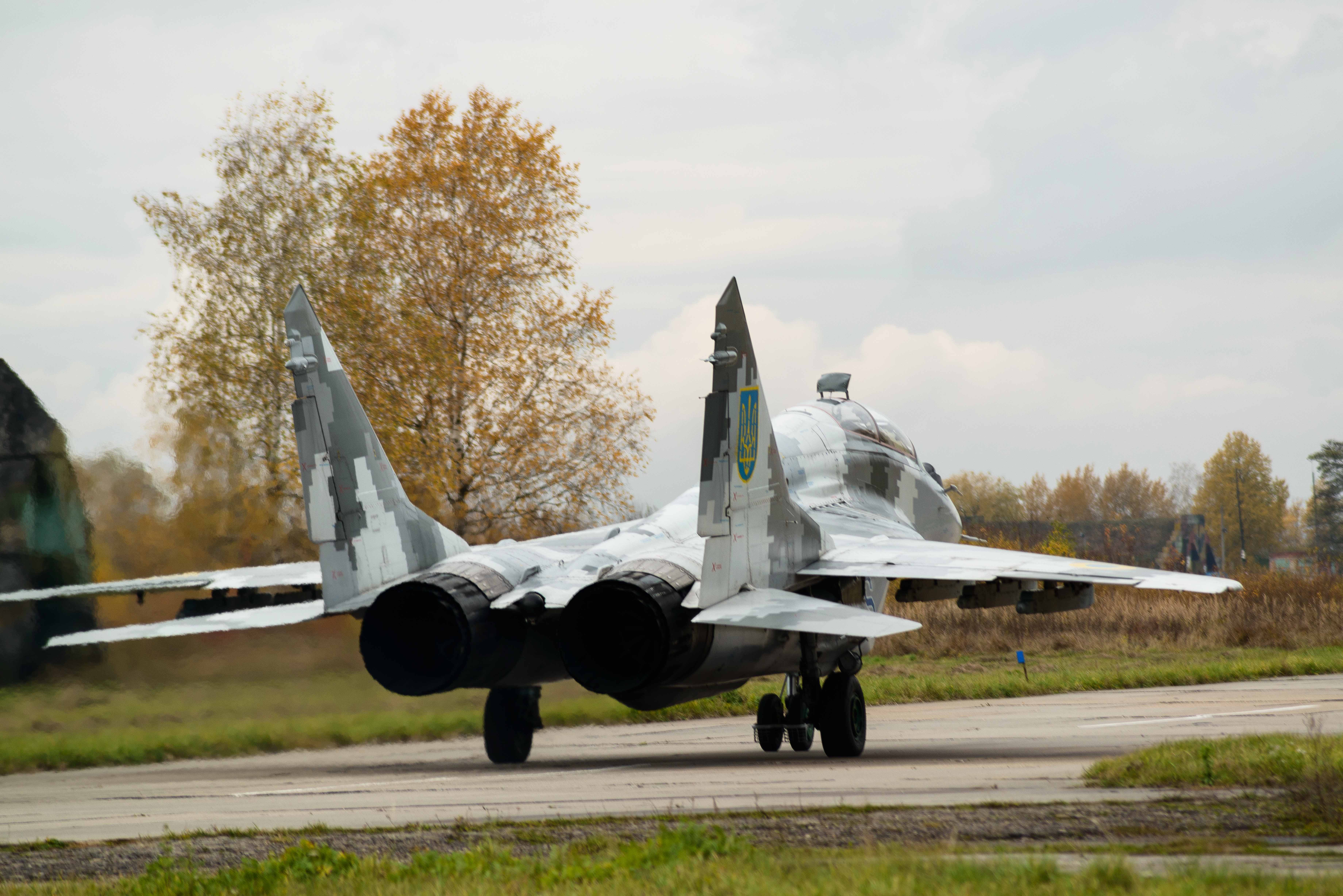
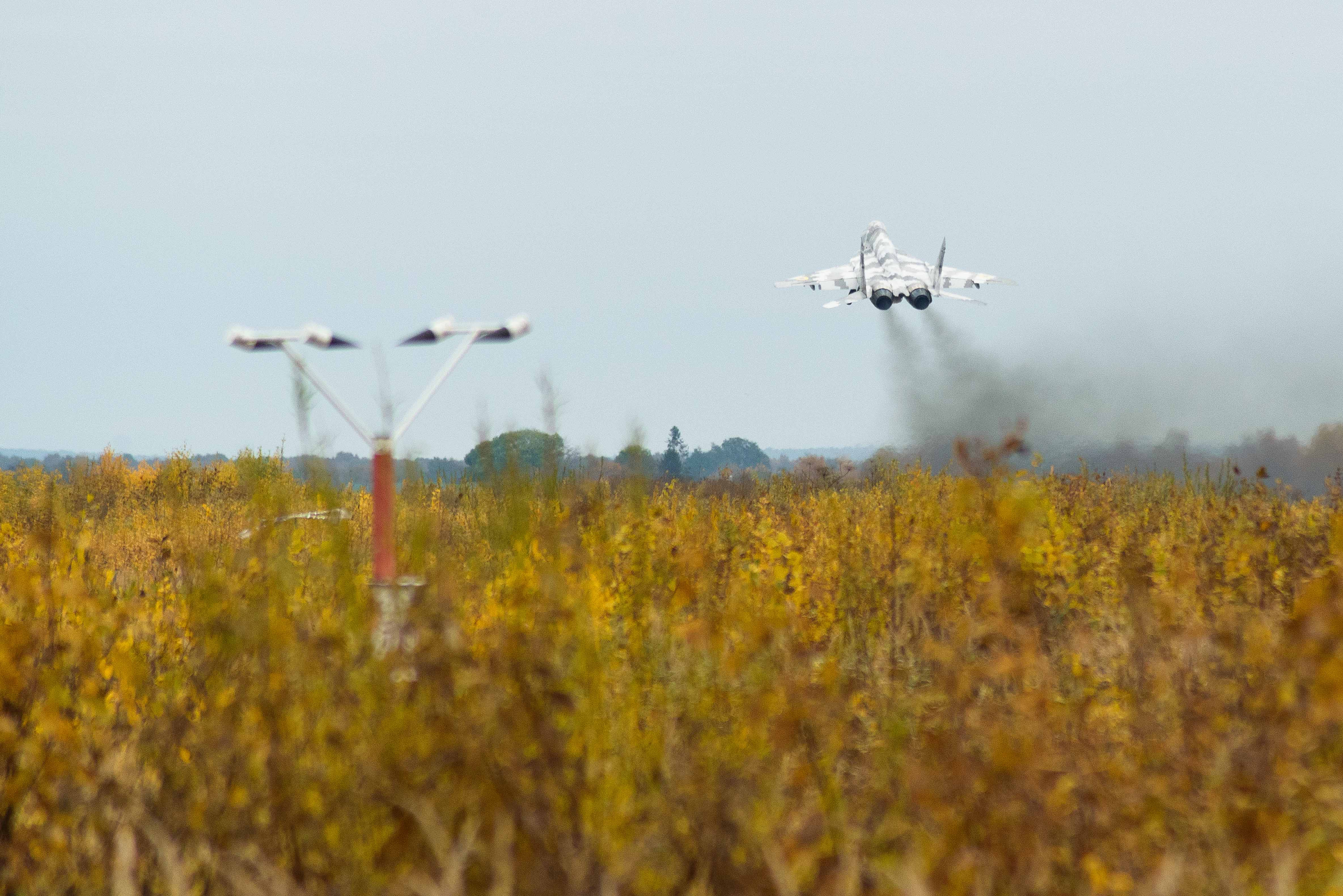
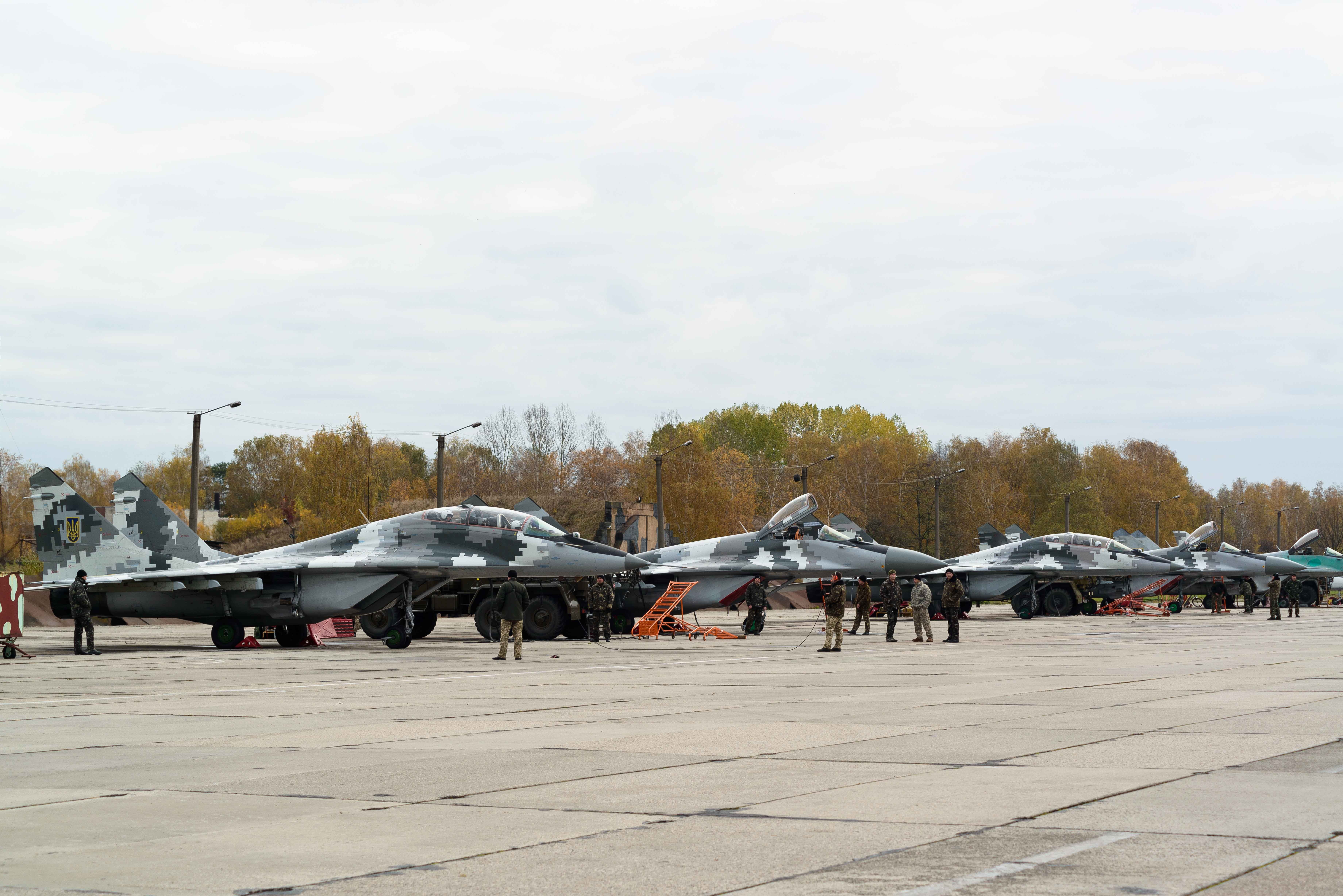
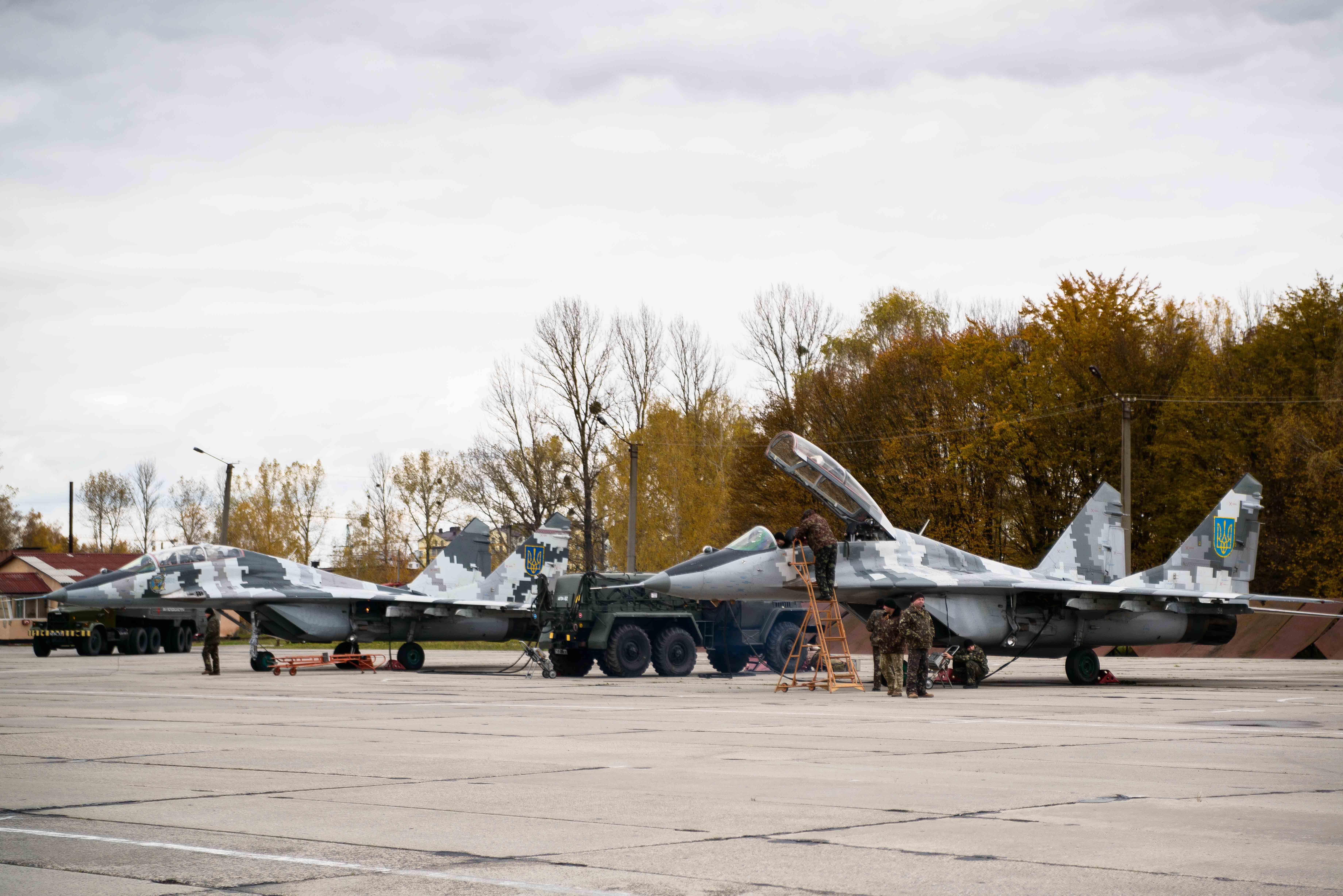
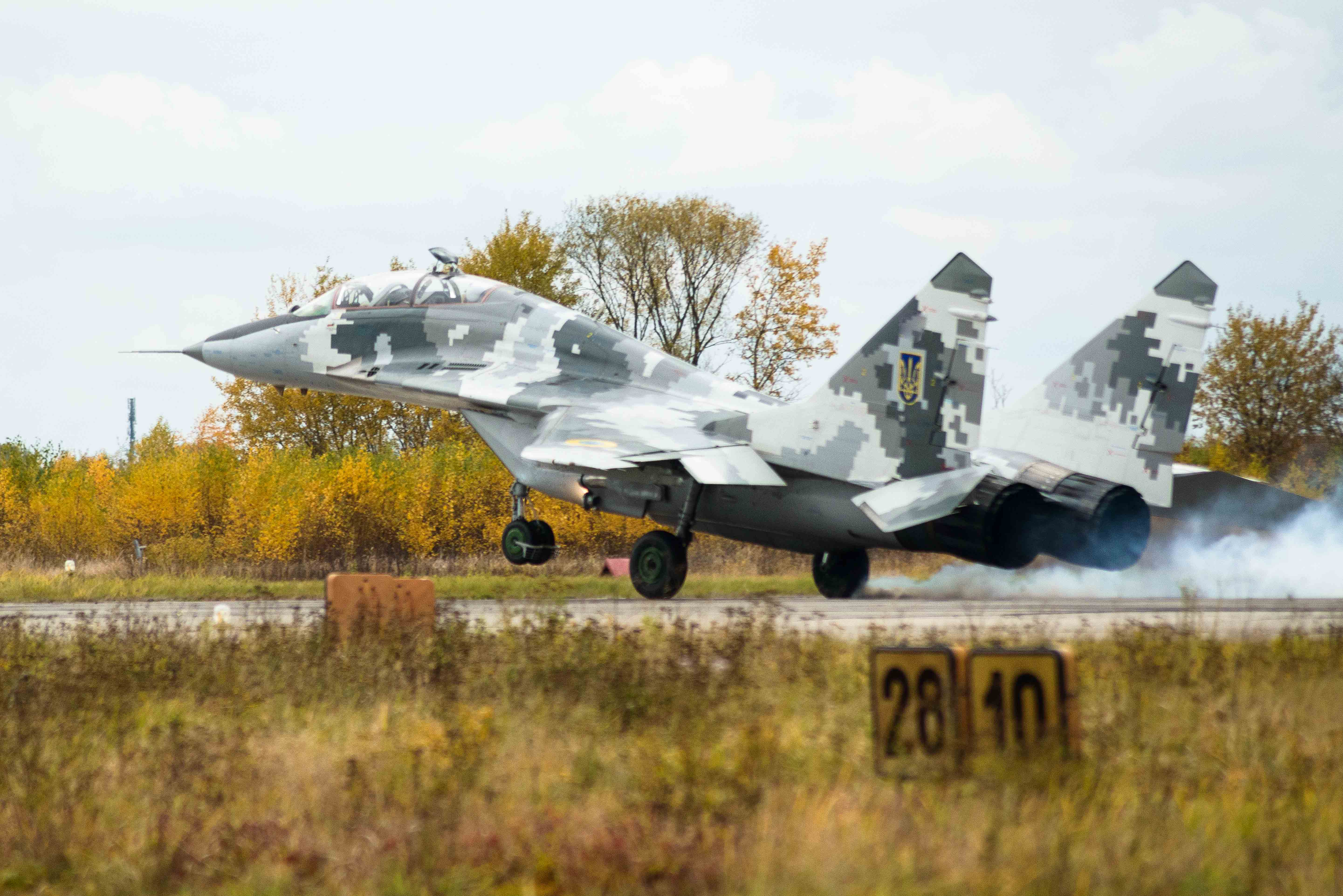
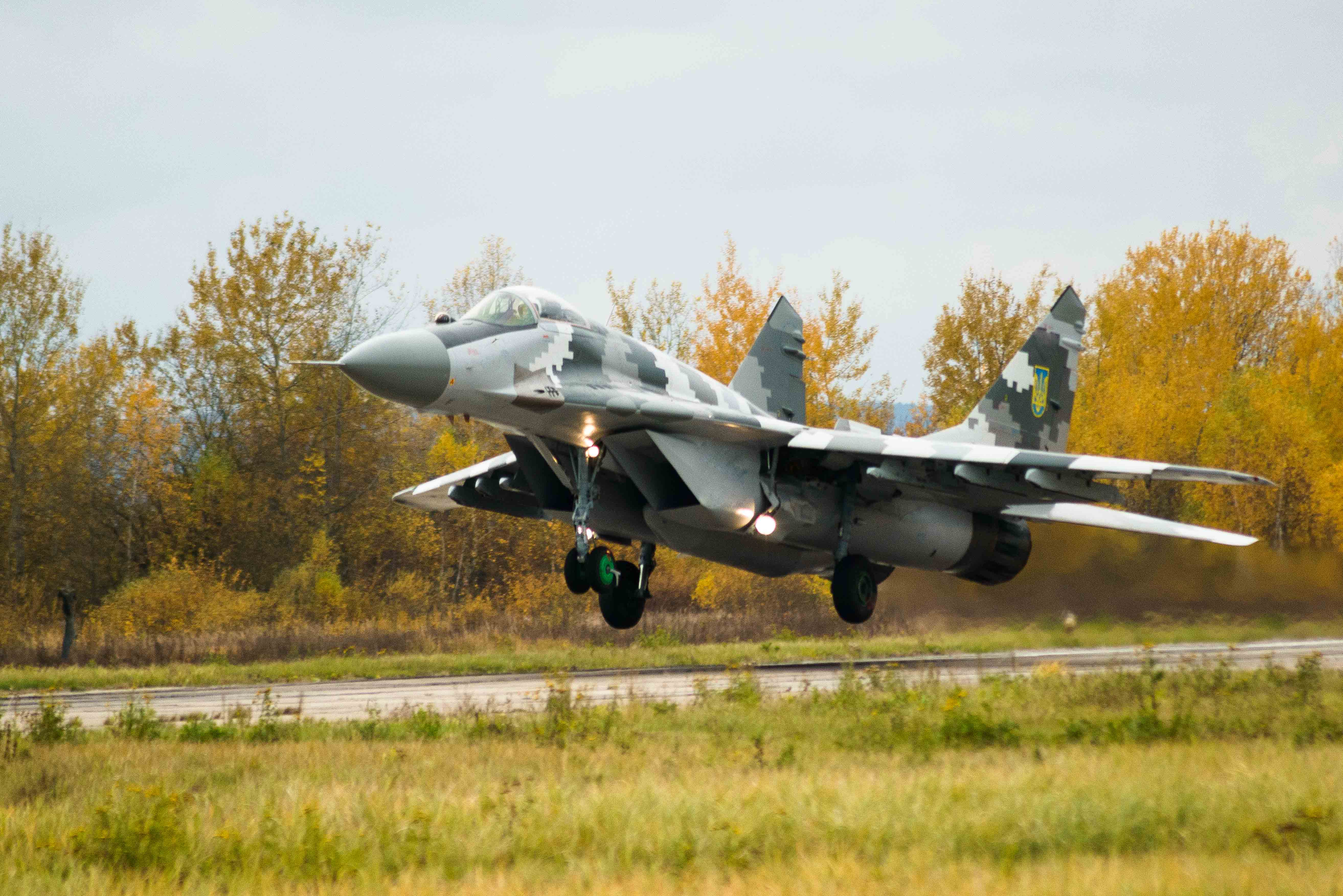
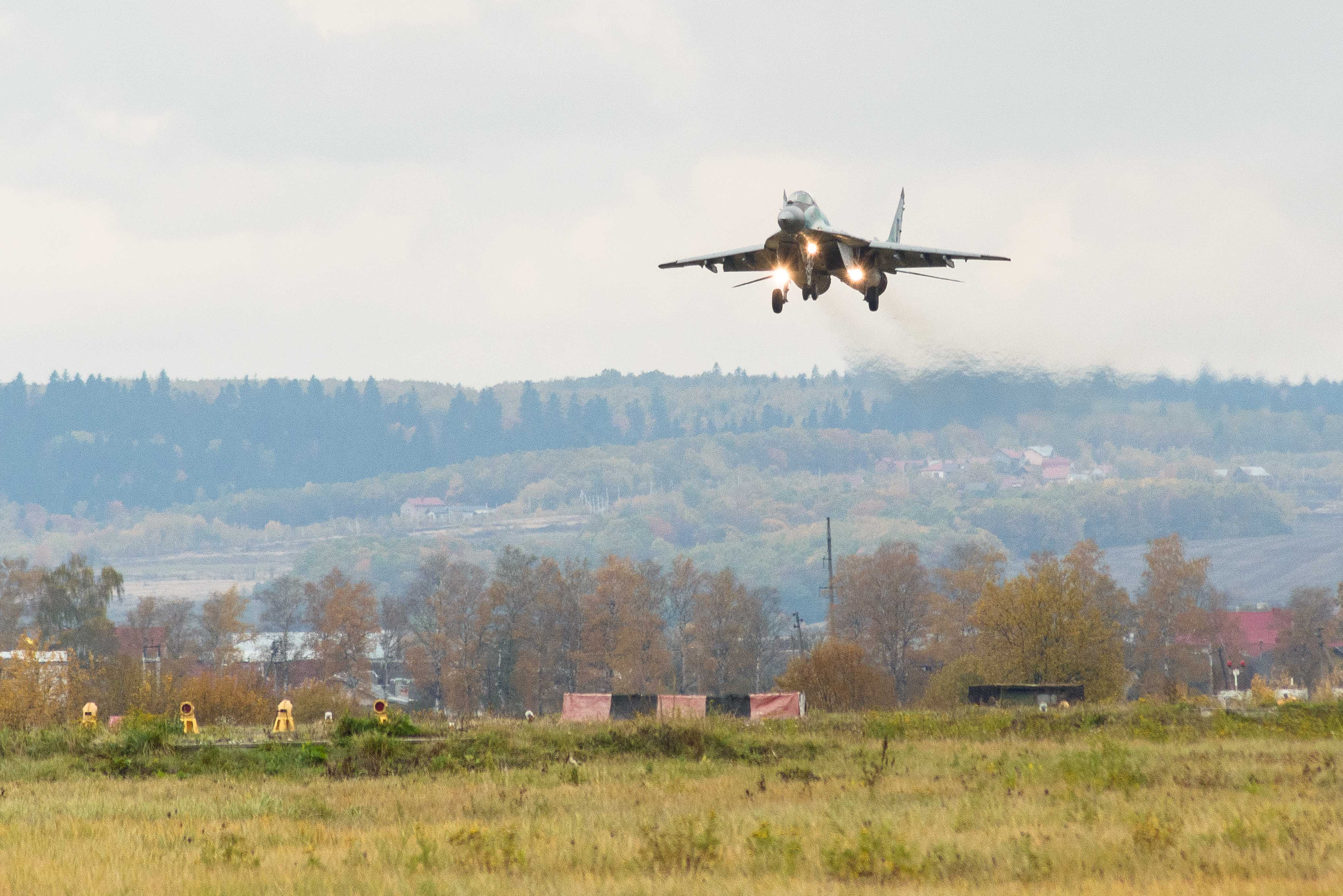